# Седов, Георгий Яковлевич
Гео́ргий Я́ковлевич Седо́в (23 апреля [5 мая] 1877, Кривая Коса, Область Войска Донского — 20 февраля [5 марта] 1914, Остров Рудольфа, Архангельская губерния) — русский гидрограф, полярный исследователь, старший лейтенант военно-морского флота (1911). Организатор неудачной экспедиции к Северному полюсу, во время которой умер, не достигнув заявленной цели, пройдя примерно 200 километров.
Выходец из рыбацкой семьи. Действительный член Русского географического общества, почётный член Русского астрономического общества.
Участвовал в экспедициях по изучению острова Вайгач, устья реки Кары, Новой Земли, Карского моря, Каспийского моря, устья реки Колымы и морских подходов к ней, Крестовой губы.

## Биография
Родился на хуторе Кривая Коса (Область Войска Донского, ныне посёлок Седово в Новоазовском районе Донецкой области). В семье было четверо сыновей: Михаил, Иван, Василий и Георгий (Егор), а также пять дочерей: Меланья, Авдотья, Екатерина, Мария и Анна. Отец, Яков Евтихиевич Седов, был родом из Полтавской губернии и занимался ловлей рыбы и пилкой леса. Когда он уходил в запой, пропивал имущество и семья Седовых жила впроголодь, когда выходил из запоя, активно работал и семья начинала жить сносно.

### Детство
Георгий с восьми лет занимался с отцом рыбной ловлей, ходил на подённую работу, работал в поле. После того как отец ушёл из семьи на три года, мать — Наталья Степановна — нанималась на подёнщину, так как семья стала голодать. Старший брат Михаил в это время уже работал, но зарабатывал мало, младшие братья — Василий и Георгий — помогали матери. Вскоре после ухода отца от воспаления лёгких умер Василий, после чего Георгия отдали в батраки зажиточному казаку, у которого он работал за еду. У казака мальчик пас быков, веял зерно, возил грузы. Дела семьи немного улучшились после возвращения отца.
В 1891 году в возрасте 14 лет Георгий поступил в церковно-приходскую школу, за два года окончил трёхлетний курс. В школе он был первым учеником, неофициальным помощником учителя, старшим в строе военной гимнастики и получил по окончании похвальный лист. После школы батрачил у местного богача Афончикова, но, после того как от усталости проспал и за это был ударен плетью, от обиды ушёл от него. Через месяц устроился приказчиком в магазин Фролова на Кривой косе.
К этому времени у юноши сформировалась мечта быть капитаном дальнего плавания, а после разговора с молодым капитаном шхуны, швартовавшейся на причале Кривой косы, мечта окрепла, и юноша твёрдо решил поступать в мореходные классы Таганрога или Ростова-на Дону. Родители были против учёбы сына, и он стал тайно готовиться к уходу из дому — копил деньги, спрятал своё метрическое свидетельство и похвальный лист церковно-приходского училища.

### Учёба

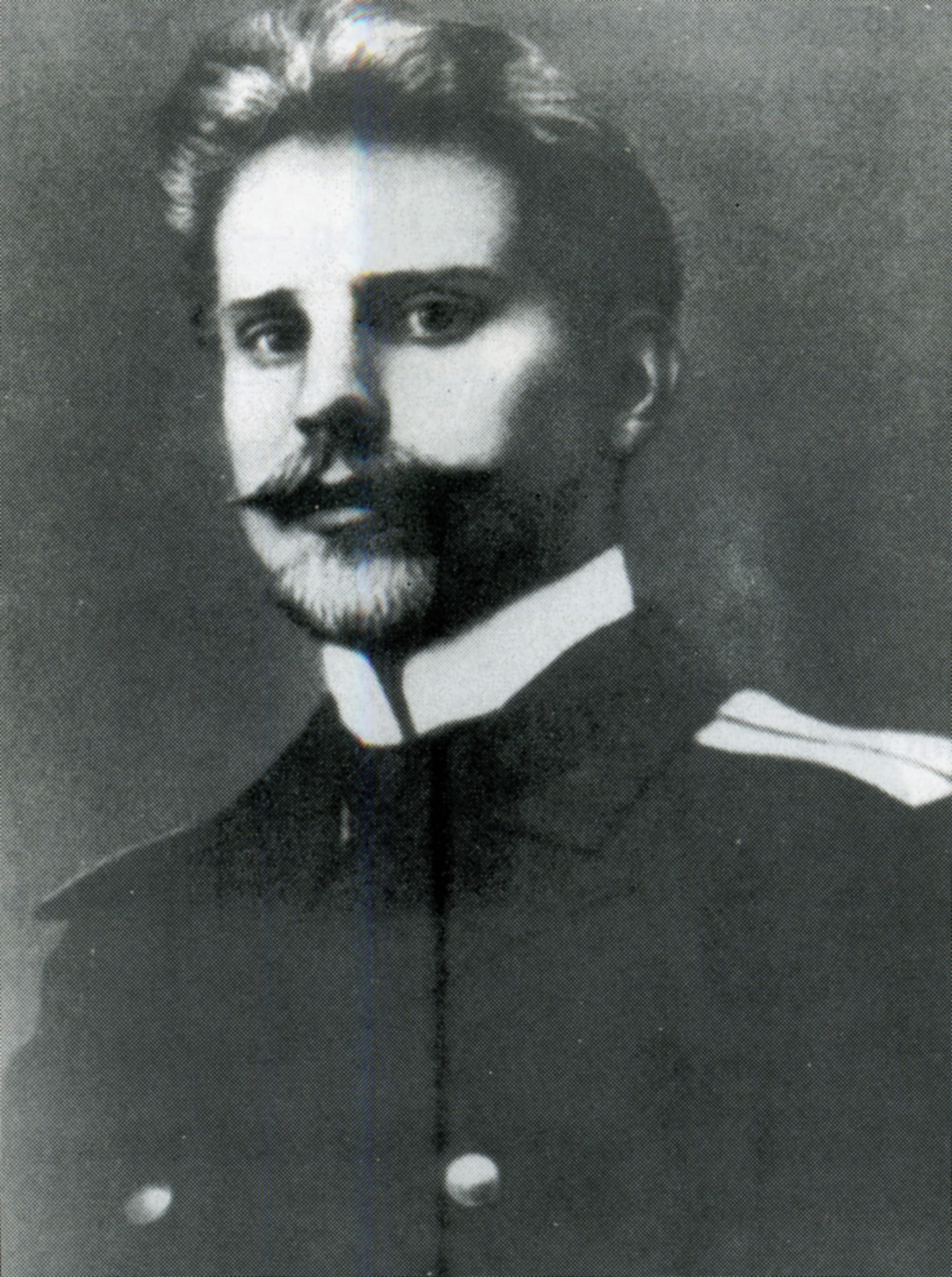
Георгий Седов в 1890-х.

В 1894 году Седов покинул семью и добрался до Таганрога, а оттуда пароходом — до Ростова-на-Дону. Инспектор мореходных классов поставил ему условие, что примет его на учёбу, если Георгий проплавает три месяца на торговом судне. Юноша устроился работать матросом на пароходе «Труд» у капитана Н. П. Муссури и плавал на нём лето и начало осени по Азовскому и Чёрному морям. В последний месяц капитан перевёл его на мостик рулевым. 13 ноября Георгий Седов поступил в «Мореходные классы» имени графа Коцебу в Ростове-на-Дону, после чего написал об этом письмо родителям. Родители, узнав о поступлении, изменили своё мнение и с тех пор поддерживали сына, а он, в свою очередь, высылал им сэкономленные деньги. Во втором полугодии юношу за отличные успехи в учёбе освободили от платы за обучение, затем перевели во второй класс без экзаменов и досрочно отпустили на каникулы. Летом 1895 года Седов работал на пароходе «Труд» рулевым, а следующую навигацию — вторым помощником капитана.
После трёх лет обучения в мореходных классах Седов в 1899 году получил диплом штурмана каботажного плавания и устроился работать шкипером на небольшой сухогруз. 14 марта 1899 года в Поти он сдал экзамен и получил диплом штурмана дальнего плавания, после чего был назначен на пароход «Султан». В одном из плаваний хозяин судна поставил его капитаном и предложил направить судно на камни, чтобы получить за него страховую премию. Георгий Яковлевич отказался и привёл в Новороссийский порт доверенное ему судно в целости. После этого молодой капитан получил расчёт и остался без работы. Он не нашёл работы, кроме того, хотел заниматься морской наукой и экспедиционной деятельностью, для чего нужно было перейти в военный флот.

### Служба
Седов поступил вольноопределяющимся в военно-морской флот и прибыл в Севастополь, был зачислен в учебную команду и назначен штурманом на учебное судно «Березань». В 1901 году, добившись звания прапорщика запаса, Георгий Яковлевич жил в Петербурге, где экстерном сдал экзамены за курс Морского корпуса и был произведён в поручики запаса. Готовиться к сдаче экзамена в морской корпус Седову помогал инспектор мореходных классов контр-адмирал Александр Кириллович Дриженко, который прислал бывшему ученику программу Морского корпуса и литературу, а также снабдил его рекомендательным письмом к брату — Ф. К. Дриженко.

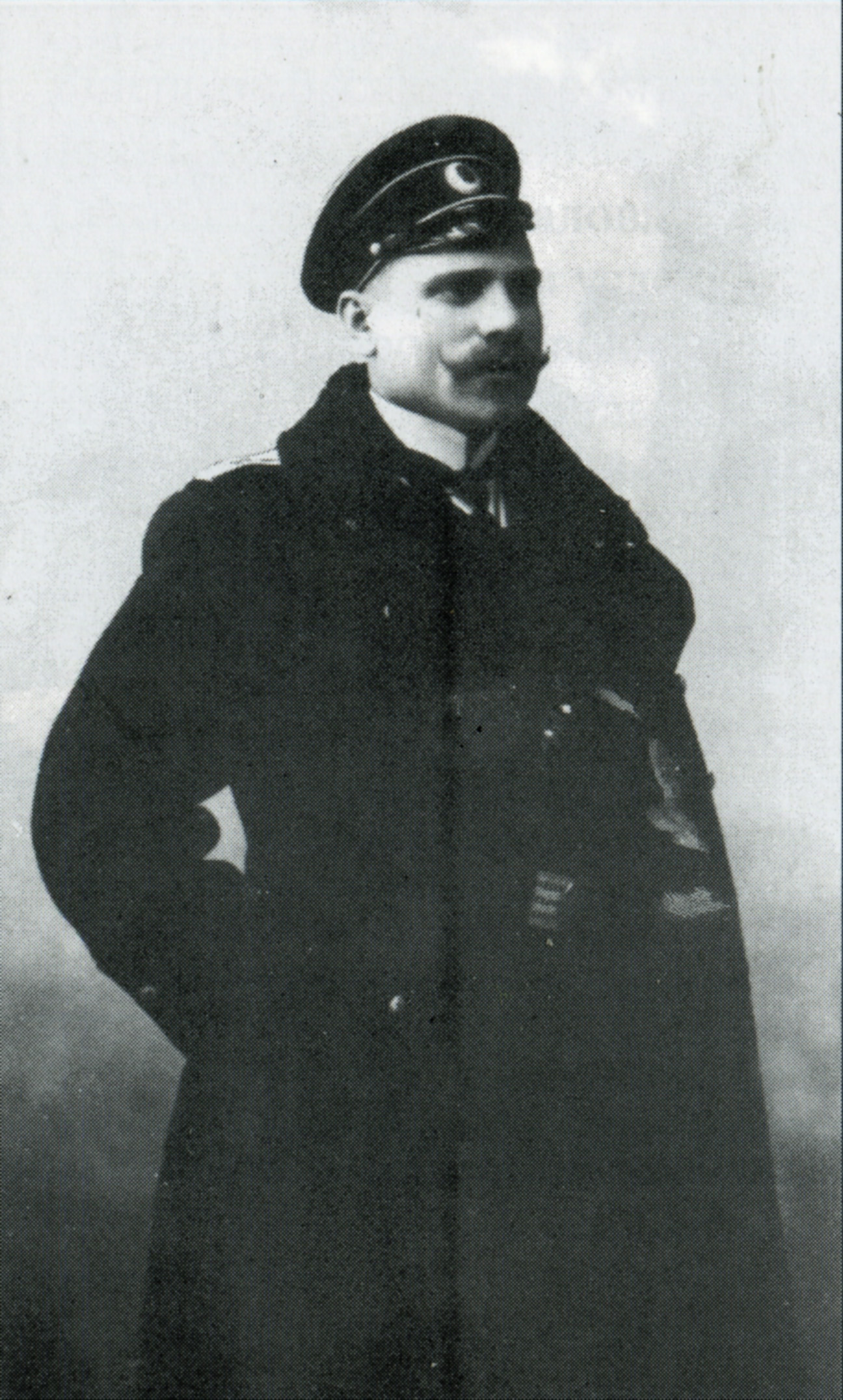
Седов в форме офицера военно-морского флота, 1902

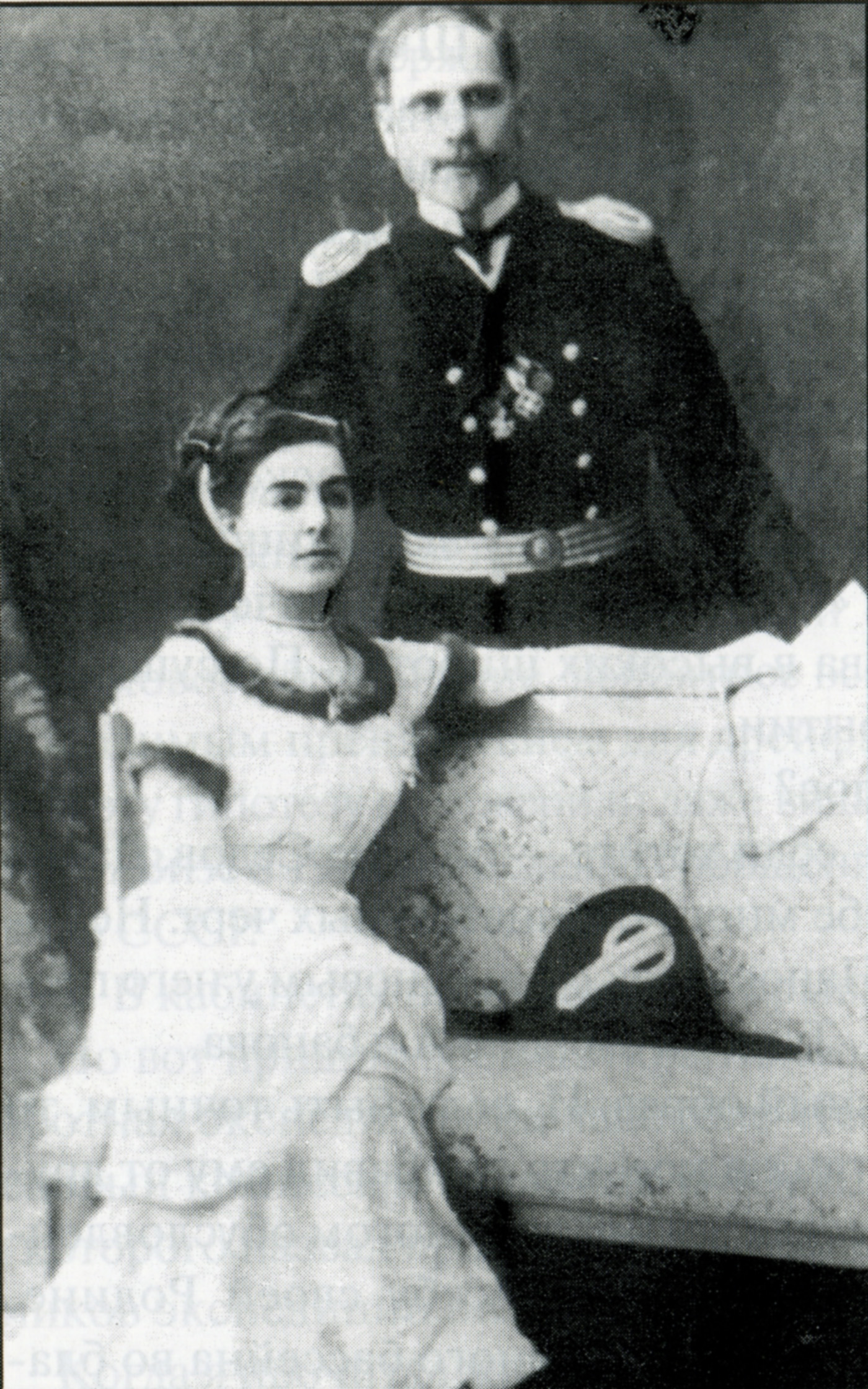
Фото с женой, [1910

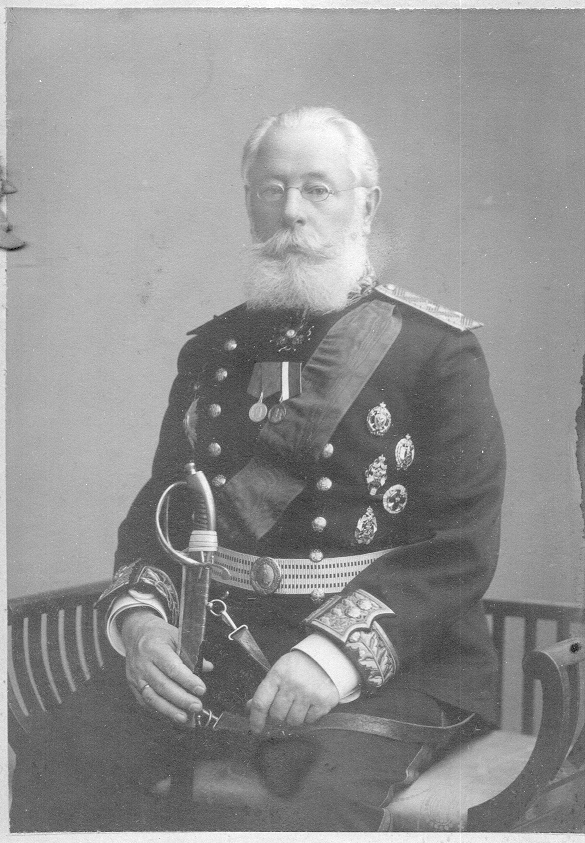
Ф. К. Дриженко — учитель и посажённый отец на свадьбе Г. Седова

В 1901 году Седов явился с рекомендательным письмом к Ф. К. Дриженко. Н. В. Пинегин вспоминал:

Учёный принял Седова ласково и даже заставил поселиться у себя, пока не удастся поступить на службу. Дриженко и друг его гидрограф Варнек помогли преодолеть препятствия, возникшие при хлопотах о разрешении крестьянскому сыну держать экзамен за курс Морского корпуса. Рассказывал Седов, что его друзья и покровители добились сначала какого-то предварительного испытания… Официальный экзамен сдал блестяще и был произведён в чин поручика по Адмиралтейству… По совету Дриженко Седов поступил на службу в Главное гидрографическое управление.
Весной 1902 года Седов был зачислен на действительную службу по Адмиралтейству в Главное гидрографическое управление.
Направлен в гидрографическую экспедицию Северного Ледовитого океана, проводившую в 1902 году изучение района острова Вайгач, а также гидрографические работы в устье реки Кары и около Новой Земли. Выполнял обязанности помощника начальника гидрографической экспедиции.
Деятельность Седова получила высокую оценку со стороны руководителя экспедиции гидрографа А. И. Варнека:

Всегда, когда надо было найти кого-нибудь для исполнения трудного и ответственного дела, сопряжённого иногда с немалой опасностью, мой выбор падал на него, и он исполнял эти поручения с полной энергией, необходимой осторожностью и знанием дела.
В 1903 году выполнял обязанности помощника начальника экспедиции уже под руководством Ф. К. Дриженко по описанию Карского моря. В этом же году в Архангельске Седов встретил судно «Америка» и познакомился с его капитаном Энтони Фиала, который готовился к экспедиции на Северный полюс, что впоследствии подтолкнуло Г. Я. Седова к организации собственной экспедиции, однако из-за русско-японской войны планы по её подготовке пришлось отложить.
Во время русско-японской войны Седов служил в соединении миноносок Сибирской военной флотилии. Первоначально был назначен ревизором миноноски № 17, затем ревизором соединения и командиром миноноски № 48. Соединение несло сторожевую вахту в Амурском лимане, охраняя вход в Амур со стороны моря. Японские корабли не предпринимали попыток прорваться в устье реки, и в боевых действиях участвовать не пришлось.
В 1905 году Георгий Яковлевич был назначен помощником лоцмейстера Николаевской-на-Амуре крепости. 2 мая 1905 года «за отлично усердную службу» пожалован орденом св. Станислава 3-й степени. В 1906 году под руководством Седова были проведены лоцмейстерские работы по улучшению условий судоходства на Амуре. В 1906 и 1907 годах в газете «Уссурийская жизнь» он опубликовал статьи «Северный океанский путь» и «Значение Северного океанского пути для России», где обосновывал дальнейшее освоение Северного морского пути. В 1907 году Георгий Яковлевич за свой счёт издал брошюру «Право женщины на море», в которой говорил, что женщинам тоже нужно дать право на получение морского образования.
В 1908 году Седов в чине штабс-капитана вернулся в Петербург, где был вновь прикомандирован к Главному гидрографическому управлению и вскоре направлен в экспедицию Каспийского моря Ф. К. Дриженко, где выполнял обязанности помощника начальника экспедиции и проводил рекогносцировочные работы для составления новых навигационных карт, за что был награждён орденом Святой Анны 3-й степени.
С 3 марта по 15 декабря 1909 года Седов участвовал в Чукотской экспедиции И. П. Толмачёва, в ходе которой руководил партией, исследовавшей устье реки Колымы и морских подходов к ней. Под руководством Седова составлены карты устья и маршрутная опись русла реки, что позволило в 1911 году на пароходе «Колыма» провести первый успешный коммерческий рейс из Владивостока в Колыму. Экспедиция получила высокую оценку, Седов избран действительным членом Русского географического и Русского астрономического обществ.
21 июля 1910 года на пароходе «Великая княгиня Ольга Константиновна» Седов во главе гидрографической экспедиции отправился к Новой Земле, где подробно картографировал и гидрографировал Крестовую губу, на берегу которой недавно был заложен Ольгинский посёлок. Целью экспедиции, продлившейся до конца 4 октября, было налаживание надёжного пароходного сообщения с Новой Землёй. Здесь же у Седова произошёл конфликт с прибывшим в посёлок генерал-губернатором Архангельской области А. Ф. Шидловским, который, возможно, отрицательно повлиял на его дальнейшую карьеру.
В 1911 году Георгий Яковлевич выполнял задание по разработке проекта новой экспедиции в восточные моря Арктики, однако экспедиция не состоялась, а Седов, к своему неудовольствию, вновь был направлен на Каспий для работы над картами и лоцией Каспийского моря. Осенью, по возвращении из экспедиции, получил чин капитана.

### Свадьба

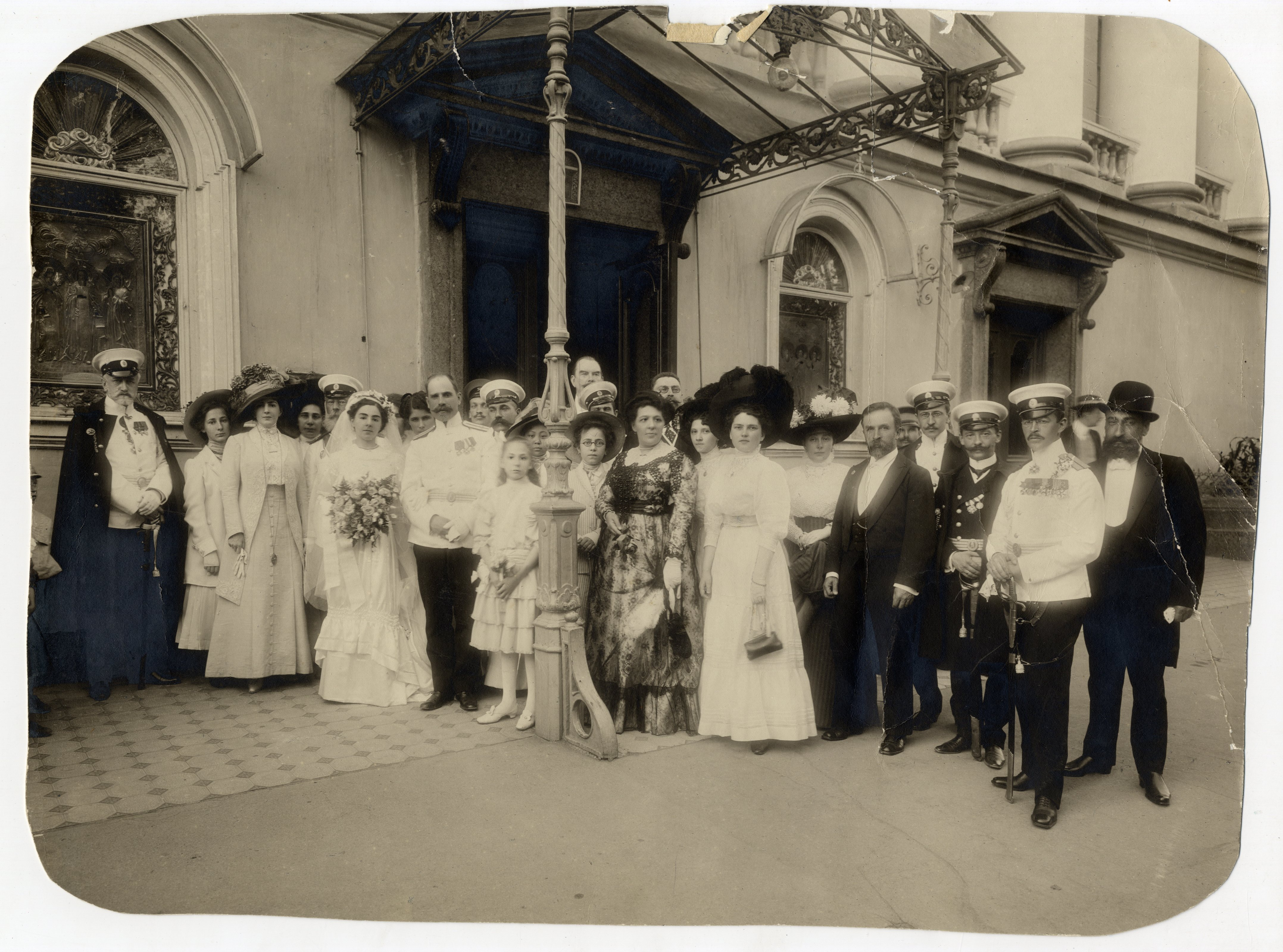
Свадьба Г. Седова. СПб, 1910, близ Адмиралтейского собора (здание Главного Адмиралтейства). За спиной невесты — Ф. Дриженко. Самый крайний слева — А.Варнек

В 1909 году Седов познакомился с будущей женой — Верой Валерьяновной Май-Маевской (1876-1962, двоюродной сестрой будущего генерала В. З. Май-Маевского). Её отец, Валериан-Фома Викентьевич Май-Маевский, был подполковником и доводился родным братом Зенону Викентьевичу Май-Маевскому, отцу генерала.
В июле 1910 года венчался с Верой Валерьяновной в Адмиралтейском соборе Санкт-Петербурга, расположенном в здании Главного Адмиралтейства. В этом же здании находилось и Главное Гидрографическое управление, где служил Седов. Он являлся, как и все служащие Главного гидрографического управления, прихожанином Адмиралтейского собора.
Посажённым отцом жениха на свадьбе был Ф. К. Дриженко.
Своей женитьбой, как считал Седов, он максимально приблизился к «высшему свету».
В честь жены Веры Валерьяновны (Валериановны) Седовой (Май-Маевской) Г. Я. Седовым были названы бухта Веры (Баренцево море, Новая Земля, бухта была описана Г. Я. Седовым в 1910 году) и ледник Веры (Баренцево море, Новая Земля, ледник был нанесён на карту Г. Я. Седовым в 1913 году).
По некоторым данным, в 1908 или 1909 году он обзавёлся имением в Полтавской губернии. При этом Седову постоянно казалось, что его недооценивают и всячески обходят по службе:

То и дело в рассказе Седова слышались жалобы на отношение к нему как к «выскочке».
Несколько раз Седов порывался оставить службу, но Ф. К. Дриженко всякий раз терпеливо его отговаривал от этого, однако даже он не всегда мог удерживать Седова в разумных рамках. Претензии и самомнение Седова были крайне высоки.

## В научных обществах
Собранные во время экспедиционных работ материалы Георгий Яковлевич передал в учреждения науки и музеи.
6 апреля 1910 года Русское географическое общество (РГО) по предложению П. П. Семёнова-Тян-Шанского, В. А. Обручева, П. К. Козлова и Г. Н. Потанина избрало Георгия Седова действительным членом.
Русское астрономическое общество избрало Георгия Седова почётным членом[когда?].

## Экспедиция к полюсу
Традиционно экспедицию Г. Я. Седова называют «Первой русской экспедицией к Северному полюсу». Однако этот термин несёт в себе определённую подмену понятий, о которой полярник З. М. Каневский писал в научном журнале «Природа»:

Ни одна книга, ни одна статья по истории Крайнего Севера не обходилась и не обходятся по сей день без почтительного, а чаще — безудержно восторженного упоминания об экспедиции Седова. Словно она, без жертв и потерь, завершилась небывалым успехом, «покорением» полюса, достижением поставленной цели! «Экспедиция выдающегося русского полярного исследователя Г. Я. Седова к Северному полюсу» — вот что начертано на всех знамёнах, как бы овевающих имя Седова. Какой полюс? Можно ли поминать всуе эту и поселе труднодостижимую точку, на пути к которой Седов прошёл всего сто с чем-то километров? Сто из двух тысяч…

### Причина и цели экспедиции
В 1912 году у Седова родился замысел экспедиции к Северному полюсу. К этому времени о покорении Северного Полюса уже заявили американцы Фредерик Кук (1908) и Роберт Пири (1909).
Принципиальным условием экспедиции Седов почему-то считал необходимость опередить на полюсе Амундсена, хотя неудачно завершившаяся попытка последнего достичь Северного полюса была предпринята лишь в 1918 году в экспедиции на судне «Мод».
9 марта 1912 года Седов направил в Главное Гидрографическое управление следующий текст:

Горячие порывы у русских людей к открытию Северного полюса проявлялись ещё во времена Ломоносова и не угасли до сих пор. Амундсен желает во что бы то ни стало оставить честь открытия за Норвегией и Северного полюса. Он хочет идти в 1913 году, а мы пойдём в этом году и докажем всему миру, что и русские способны на этот подвиг…
С этого момента Седов загнал себя в цейтнот, так как времени для подготовки экспедиции практически не было. Причина такой поспешности, по мнению Л. Г. Колотило, следующая:

Прежде всего следует обратить внимание на то, что Седов устремился к полюсу именно в 1912 г., ибо в 1913 г. должно было праздноваться 300-летие царствования дома Романовых. Достижение полюса или открытие новых земель было бы хорошим подарком государю-императору. Именно это подтолкнуло экспедиции Г. Л. Брусилова и В. А. Русанова. Однако повезло только Борису Вилькицкому — под его руководством была открыта Земля Николая II (ныне Северная Земля). За этот подарок Б. А. Вилькицкий и был обласкан царём, а Г. Я. Седов, Г. Л. Брусилов и В. А. Русанов погибли во льдах Арктики.
Сам Седов допустил при подготовке экспедиции «шапкозакидательские» высказывания и охарактеризовал цели экспедиции как чисто спортивно-политические:

В очерке, напечатанном в «Синем журнале» и без ложной скромности названном «Как я открою Северный полюс», он позволил себе по́ходя свысока отозваться о знаменитой экспедиции на «Фраме» (при этом не назвав имени Нансена). Там же Седов написал, что не преследует «особых научных задач», а желает «прежде всего открыть Северный полюс».
В одном из фельетонов того времени была даже такая реплика:

«Как Америку, Северный полюс можно открыть только один раз. Так что непонятно, о чём хлопочет Седов, поскольку Пири уже был на полюсе»
Несмотря на серьёзную критику, первоначально цель была поддержана правительством.

### План экспедиции и её финансирование
Изначально экспедиция предполагала государственное финансирование.
Рассмотрев представленный Седовым план достижения Северного полюса, комиссия Главного Гидрографического управления его отвергла из-за его абсолютной фантастичности и нереальности, и в выделении средств отказала, хотя в комиссию входили многие специалисты, очень благожелательно настроенные по отношению к Г. Я. Седову (например, А. И. Варнек) и даже откровенно покровительствующий ему Ф. К. Дриженко.
Запрос на выделение 50 тысяч рублей, направленный в Государственную Думу по инициативе «Русской национальной партии», тоже получил отказ.
При поддержке Ф. К. Дриженко Седову был предоставлен по службе отпуск на два года с сохранением содержания.
Седов, при активной поддержке газеты «Новое время» и её совладельца М. А. Суворина, организовал сбор добровольных пожертвований на нужды экспедиции. Многочисленные публикации в «Новом времени» вызвали в России большой общественный резонанс. Частный взнос в размере 10 тысяч рублей сделал также император Николай II. Суворин выдал экспедиции деньги в кредит — 20 тысяч рублей. Удалось собрать ещё около 12 тысяч. Жертвователям вручали знаки с надписью «Жертвователю на экспедицию старшего лейтенанта Седова к Северному полюсу». В центре изготовленного из тёмной бронзы круглого жетона среди полярных льдов и снегов во весь рост изображён лыжник. Жетон носили на бело-сине-красной ленте. Три знака изготовили из золота. Их получили председатель комитета М. А. Суворин, Фритьоф Нансен и капитан 1 ранга П. И. Белавенец.

### Подготовка экспедиции
На собранные средства 23 июля 1912 года Седов арендовал у зверопромышленника В. Е. Дикина старую парусно-паровую шхуну «Святой великомученик Фока», бывший норвежский зверопромысловый барк «Гейзер» (норв. Geyser) 1870 года постройки, ранее принадлежавший «Мурманской научно-промысловой экспедиции». Судно имело водоизмещение 273 т, паровая машина мощностью 100 л. с. и парусное вооружение обеспечивали скорость до 6-7 миль в час, корпус из дуба с металлической обшивкой имел длину 133,3 фута и ширину 30,2 фута. Из-за спешки судно не удалось полностью отремонтировать, и экипаж беспокоила течь. «Святой великомученик Фока» был оборудован радиостанцией, однако Морское министерство отказалось направить в экспедицию радиста, а Седову не удалось нанять своего, из-за чего аппаратура оказалась бесполезной и была оставлена в Архангельске. Из 85 ездовых собак лишь 35 были закуплены в Тобольской губернии. Остальные — дворняги, которых отловили прямо на архангельских улицах, — впоследствии себя не оправдали, многие из них погибли на Земле Франца-Иосифа. Навигационные приборы предоставляли Гидрометеорологическая служба отдела торговых портов, Главная физическая обсерватория и Главное гидрографическое управление.
19 августа 1912 года выяснилось, что грузоподъёмность «Фоки» не позволяет взять все необходимые экспедиции припасы. В результате после частичной разгрузки на берегу были оставлены часть продовольствия, топлива, питьевой воды и снаряжения (в том числе примусы).
24 августа 1912 года капитан Дикин, помощник капитана, штурман, механик, помощник механика и боцман «Святого великомученика Фоки» отказались выходить в море с Седовым из-за плохой подготовки к плаванию и уволились с судна. Седову пришлось срочно набирать новую команду.
Участник экспедиции В. Ю. Визе писал:

Многое из заказанного снаряжения не было готово в срок… Наспех была набрана команда, профессиональных моряков в ней было мало. Наспех было закуплено продовольствие, причём архангельские купцы воспользовались спешкой и подсунули недоброкачественные продукты. Наспех в Архангельске были закуплены по сильно завышенной цене собаки — простые дворняжки. К счастью, вовремя подоспела свора прекрасных ездовых собак, заблаговременно закупленных в Западной Сибири.

Перед выходом экспедиции некоторые участники её указывали Седову на неуместность включения солонины в список основных пищевых продуктов экспедиции. Но Седов был упрямый человек и от солонины не отказался, сославшись на то, что в военном флоте и гидрографических экспедициях всегда употребляли солонину.
Трудности, которые пришлось преодолевать при подготовке, значительно задержали выход экспедиции и впоследствии осложнили её, вызвав вынужденную зимовку у берегов Новой Земли.

### Состав экспедиции

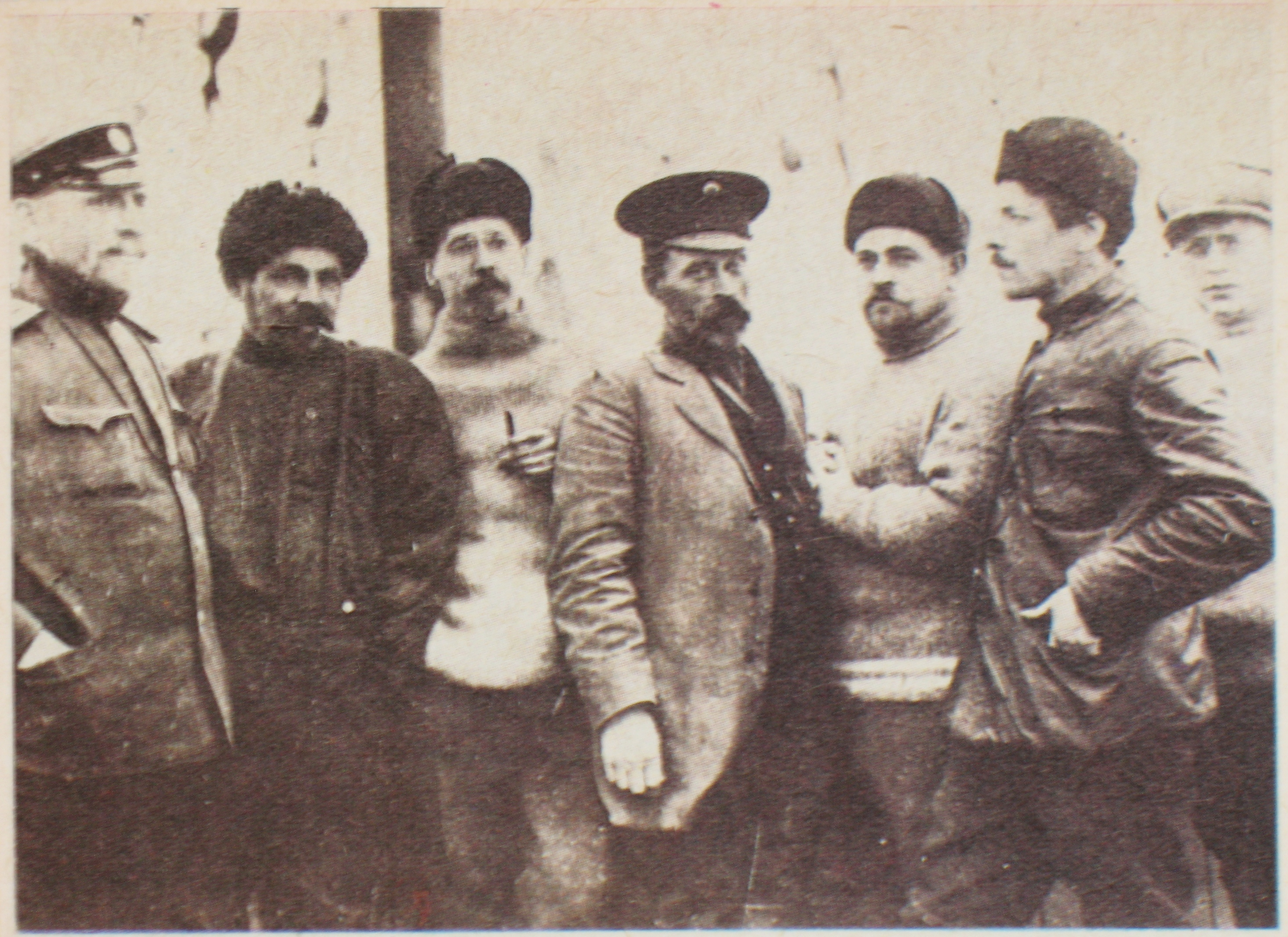
Семь участников экспедиции Седова

Окончательный офицерский состав экспедиции был таков:
- Георгий Яковлевич Седов — руководитель экспедиции
- Николай Петрович Захаров[28] — капитан шхуны.
- Николай Максимович Сахаров[29] — штурман.
- Янис Зандерс (в некоторых публикациях его латышское имя русифицируется как Иван Андреевич Зандер) и Мартиньш Зандерс (Мартын Андреевич Зандер) — первый механик и второй механик, родные братья.
- Владимир Юльевич Визе и Михаил Алексеевич Павлов — научный штат экспедиции, недавние выпускники Петербургского университета (сокурсники и к тому же однокашники по гимназии).
- П. Г. Кушаков — ветеринарный врач[30], выполнявший также обязанности судового врача.
- Николай Васильевич Пинегин — художник и фотограф, кинодокументалист[31].

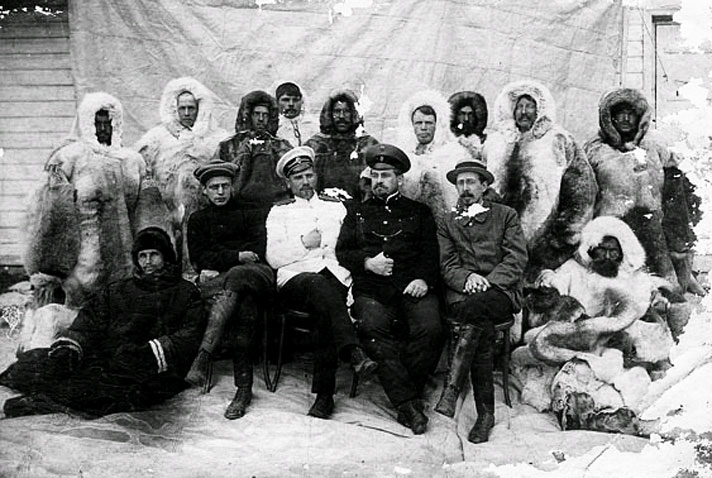
Во время подготовки к экспедиции на Северный полюс. Сидят (на стульях, слева направо): В. Ю. Визе, Г. Я. Седов, П. Г. Кушаков, М. А. Павлов. Архангельск, 1912 год.
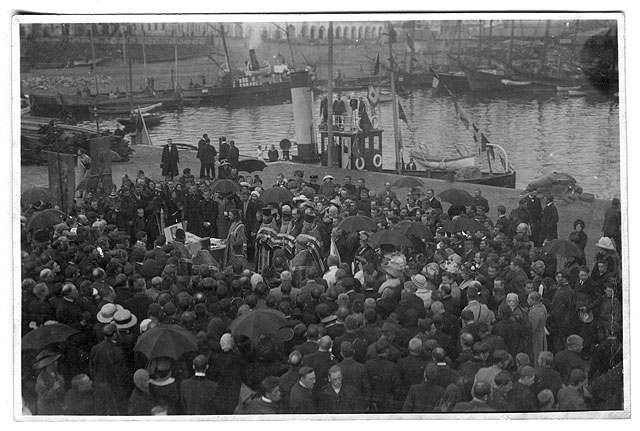
Проводы экспедиции Г. Я. Седова к Северному полюсу в Архангельске. 1912 год.
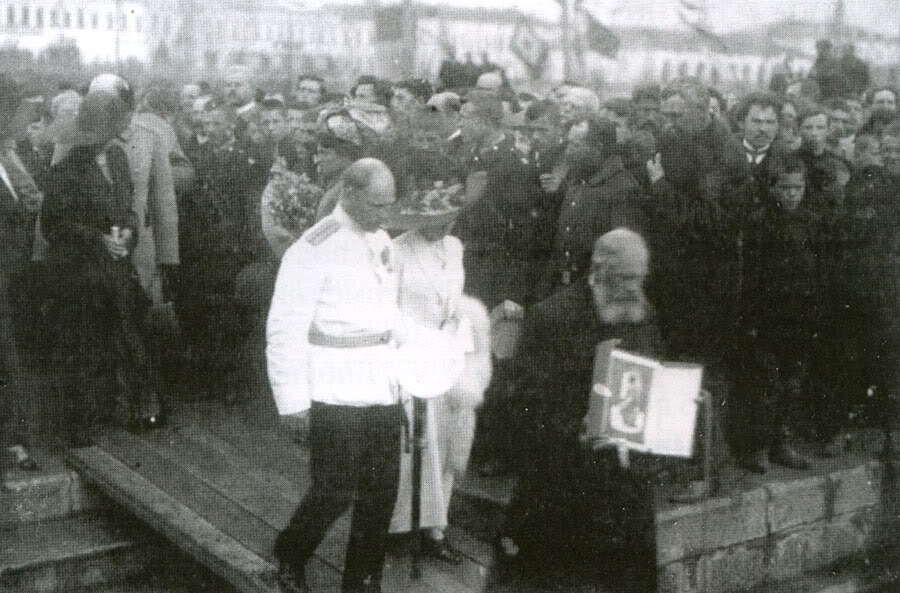
Проводы экспедиции Георгия Седова. Впереди Седова с иконой идёт городской голова. Архангельск, 1912 год.
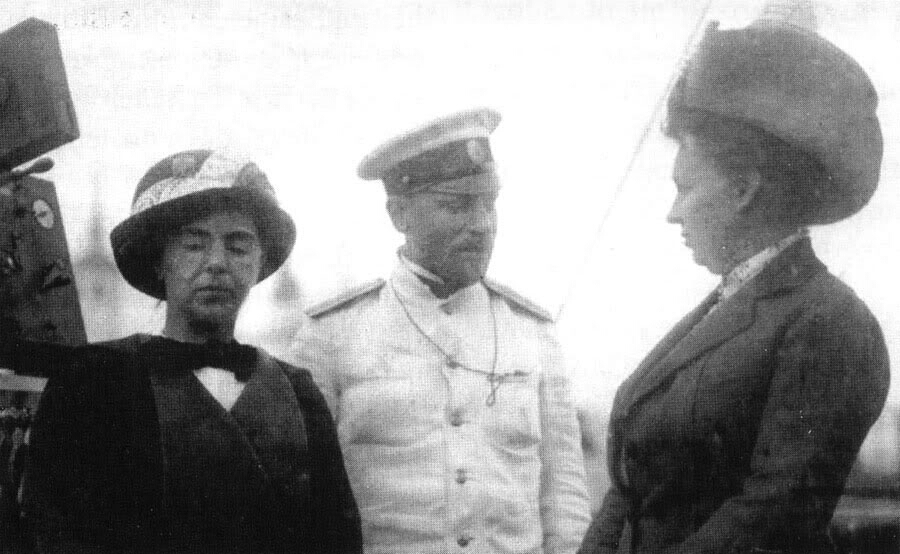
Георгий Седов с женой Верой Валерьяновной на борту «Святого Фоки». Справа — Сосновская, жена архангельского губернатора. Архангельск, 1912 год.
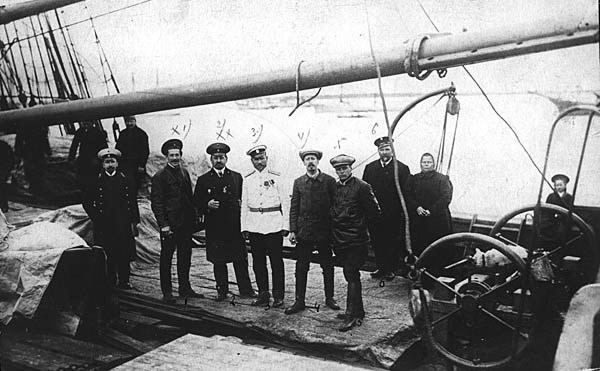
Г. Я. Седов с членами команды принимает гостей на борту экспедиционного судна «Св. Фока». Архангельск, 1912 год.

### Первая навигация и зимовка
14 (27) августа 1912 года «Святой великомученик Фока» вышел из Архангельска, имея запас угля на 23—25 дней хода.

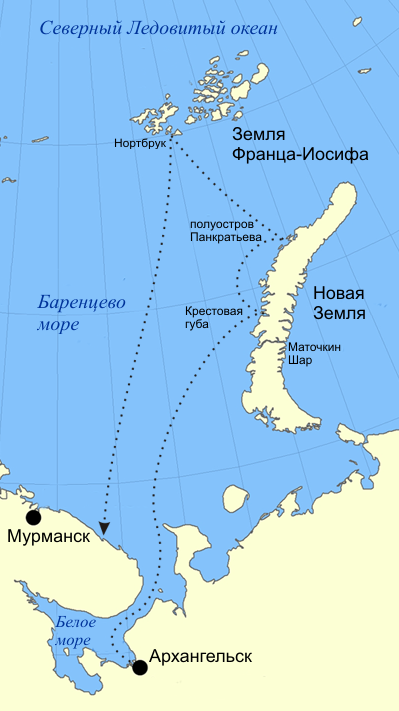
Схематичное изображение маршрута шхуны «Михаил Суворин» («Святой великомученик Фока») в 1912—1914 годах

После выхода из Архангельска Г. Я. Седов переименовал «Святого великомученика Фоку» в «Михаила Суворина».
Врач П. Г. Кушаков уже в ходе экспедиции так обрисовал ситуацию с припасами в своём дневнике:

Искали всё время фонарей, ламп — но ничего этого не нашли. Не нашли также ни одного чайника, ни одной походной кастрюли. Седов говорит, что всё это было заказано, но, по всей вероятности, не выслано… Солонина оказывается гнилой, её нельзя совершенно есть. Когда её варишь, то в каютах стоит такой трупный запах, что мы должны все убегать. Треска оказалась тоже гнилой.
По пути судно попало в шторм, потеряло две шлюпки и часть размещённого на палубе груза. Предвидя вероятную зимовку, Седов, в своём донесении начальнику Главного гидрографического управления от 28 августа 1912 года, просил организовать доставку угля для экспедиции, но просьбу оставили без последствий. Во время остановки у поселения Ольгинское в бухте Крестовая губа на Новой Земле ещё 5 членов экипажа списались с судна и остались дожидаться рейсового парохода, который подходил к становищу два раза в год.

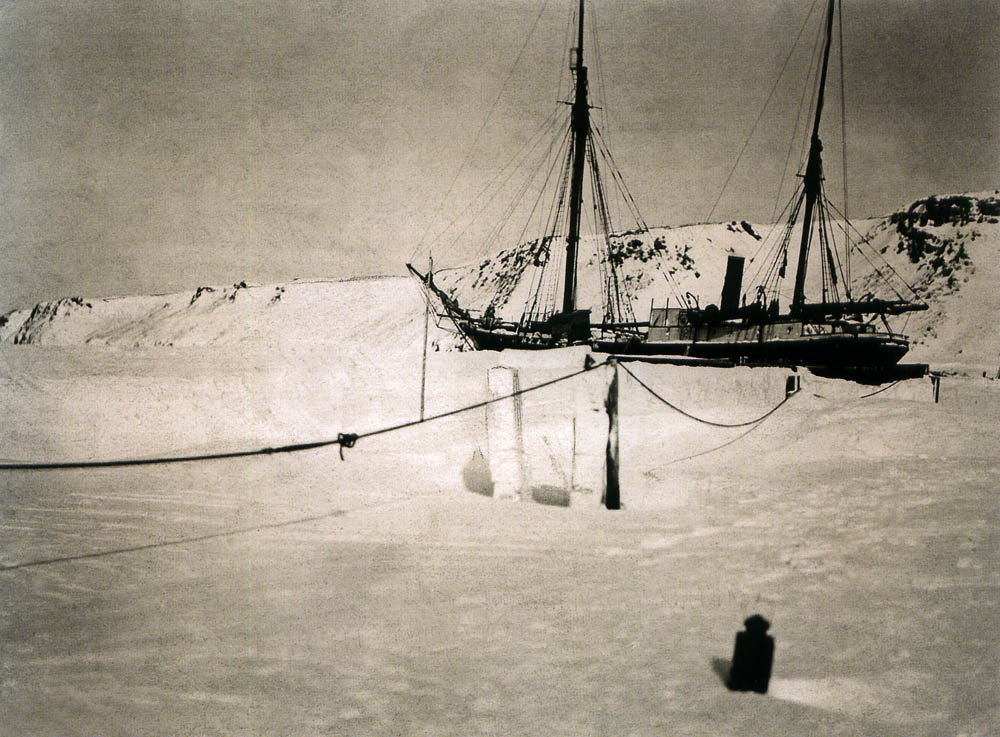
Зимовка «Св. Фоки» у Новой Земли

15 сентября 1912 года на 77° северной широты «Михаил Суворин» встретил непроходимые льды и не смог достигнуть Земли Франца-Иосифа. По решению Седова, вопреки первоначальному плану — построить из сруба зимовье, высадить полюсный отряд и вернуться в Архангельск — судно остановилось на зимовку на Новой Земле в бухте 76°00′ с. ш. 59°55′ в. д. около полуострова Панкратьева. У экипажа не было достаточно тёплой одежды. Обострились разногласия между Седовым и капитаном судна Н. П. Захаровым.
Во время зимовки, продолжавшейся 352 дня у полуострова Панкратьева, группа в составе В. Ю. Визе, М. А. Павлова и двух матросов П. Коноплева и Г. Линника пересекла Северный остров от места стоянки «Михаила Суворина» до залива Власьева на карской стороне. Был описан северо-восточный берег Новой Земли, выполнена маршрутная съёмка в масштабе 1:1210000, определены четыре магнитных и астрономических пункта, найдены расхождения с предыдущими картами.
Седов в сопровождении матроса А. Инютина впервые обогнул на санях северную оконечность Новой Земли от Панкратьева полуострова до мыса Флиссингер-Гофт, составив подробную карту этого мало исследованного побережья. В течение зимовки также были составлены карты острова Панкратьевых, Горбовых островов, Северо-Крестового острова, Архангельской губы и ледника Таисии, проведены метеорологические и ледовые наблюдения.

### Вторая навигация и зимовка
21 июня 1913 года капитан Захаров и четыре члена экипажа (плотник М. Карзин и заболевшие цингой второй механик М. Зандерс, матросы В. Катарин и И. Томиссар) были отправлены в Крестовую губу, чтобы передать материалы экспедиции и почту в Архангельск. В письме к «Комитету для снаряжения экспедиций к Северному полюсу и по исследованию русских полярных стран» содержалась просьба выслать к Земле Франца-Иосифа судно с углём и собаками.
Группа Захарова на шлюпке, сначала волоком по снегу и льду, а затем на вёслах преодолела более 450 километров и, миновав бухту Крестовая губа, достигла Маточкина Шара (советский биограф Седова Б. А. Лыкошин полагал, что «типичный представитель царской офицерской элиты» Захаров «умышленно удлинил морской путь на шлюпке, чтобы потом выказать себя героем» и «преднамеренно срывал сроки»). Оттуда рейсовым пароходом добралась до Архангельска.
Из журнала «Искры» от 20 октября 1913 года:

Отправившуюся в прошлом году к северному полюсу экспедицию лейтенанта Г. Я. Седова считали погибшей и уже готовились снарядить новую экспедицию для её розысков, как вдруг из её состава недавно вернулись больными пять человек вместе с пом. капитана Н. П. Захаровым, который привёз от Седова его доклад Географическому обществу с фотографическими снимками. Н. П. Захаров заявил, что все участники экспедиции живы и здоровы. Он оставил экспедицию Седова 9 июня у Панкратьевых островов. Известный исследователь полярных стран Нансен выразил на днях своё мнение, что русское общество обязано позаботиться о судьбе экспедиции и с открытием навигации послать Седову вспомогательное судно с запасом провизии.
Группа Захарова достигла Архангельска в полном составе, но здоровье матроса Катарина уже было подорвано, и он вскоре умер во время лечения в Ялте. Из-за позднего прибытия группы Захарова и отсутствия денег в кассе комитета помощь экспедиции не была выслана.
В 1913 году был открыт и назван Г. Я. Седовым мыс Дриженко (в честь Ф. К. Дриженко) у северной оконечности Новой Земли, в Баренцевом море.

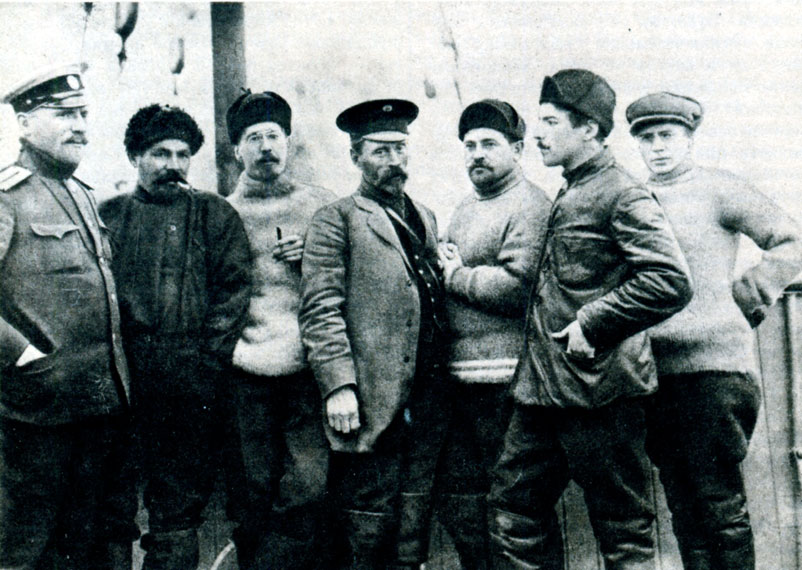
На судне «Михаил Суворин» («Св. Фока»). Слева направо: начальник экспедиции Г. Я. Седов, штурман Н. М. Сахаров, геолог М. А. Павлов, капитан судна Н. П. Захаров, П. Г. Кушаков, Н. В. Пинегин, В. Ю. Визе.
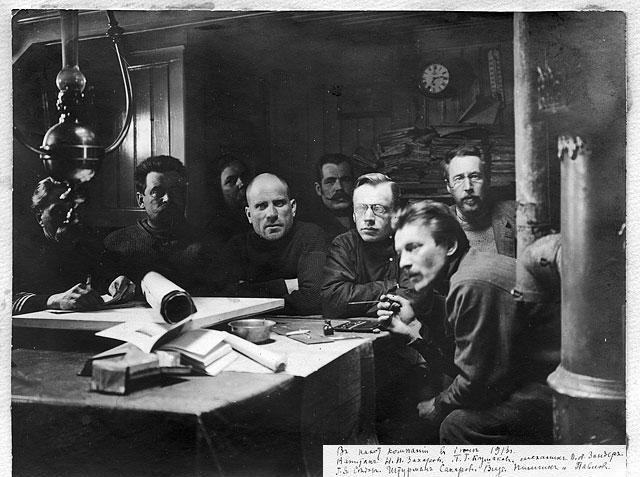
В кают-компании «Михаила Суворина» («Святого Фоки»). Справа налево: Н. В. Пинегин, М. А. Павлов, В. Ю. Визе, Н. М. Сахаров, Г. Я. Седов, М. А. Зандер, П. Г. Кушаков.
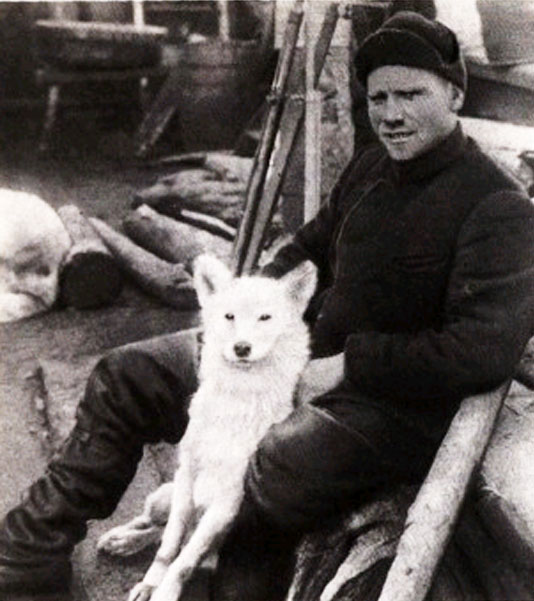
Георгий Седов на борту шхуны «Михаил Суворин» («Св. Фока»).
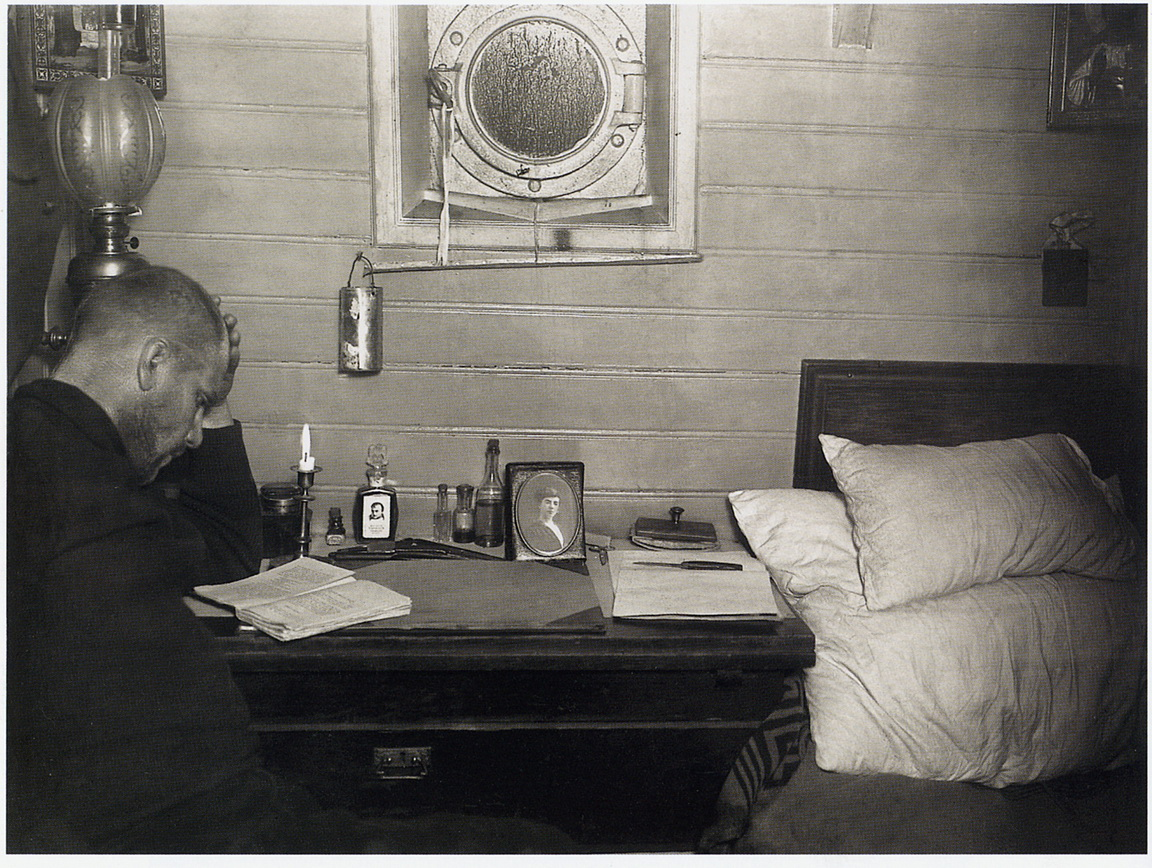
Георгий Седов в каюте шхуны «Михаил Суворин» («Св. Фока») у берегов Новой Земли, 1912 год.
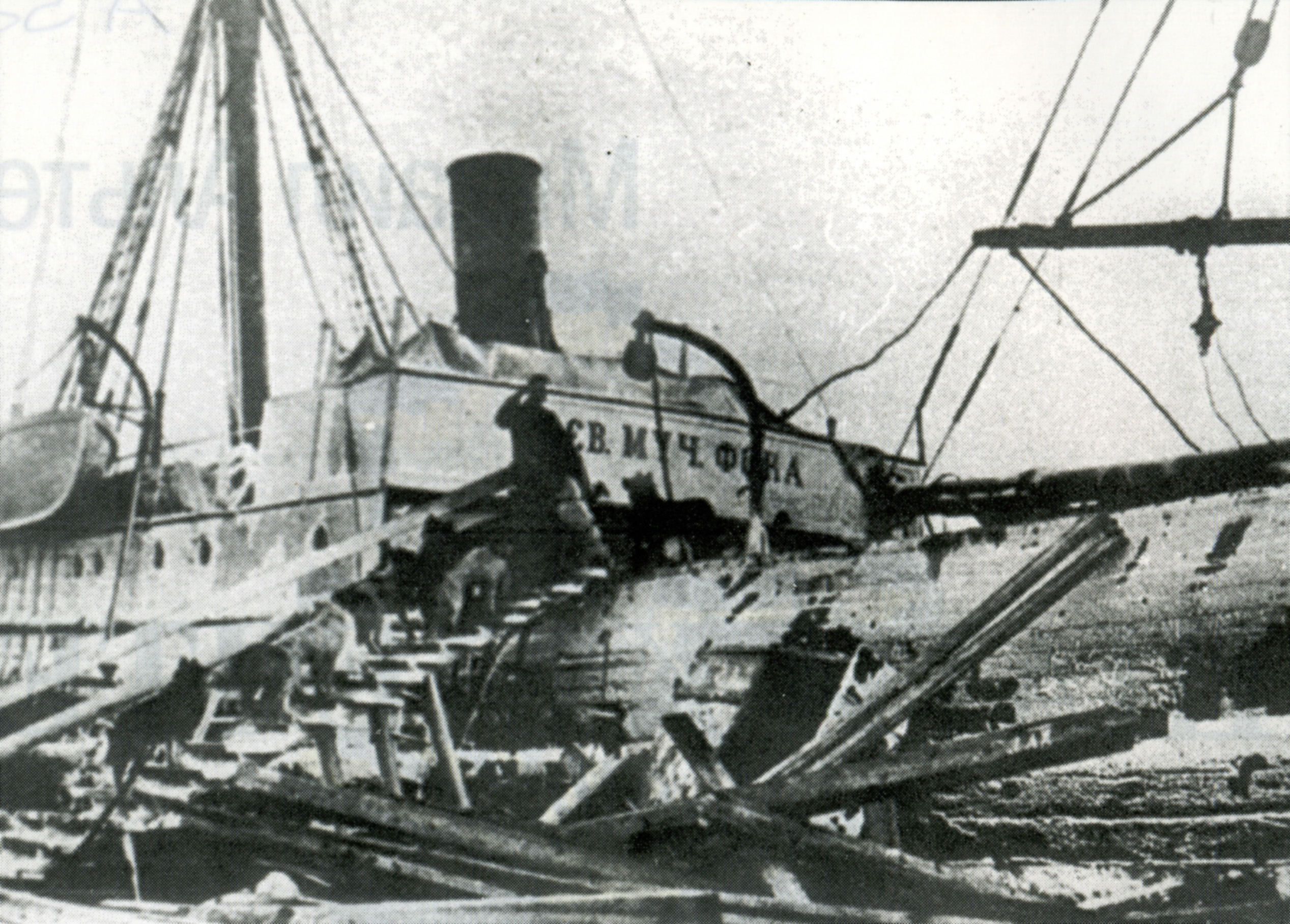
Судно «Михаил Суворин» («Святой Фока»).

3 сентября 1913 года «Михаил Суворин» освободился ото льда и подошёл к мысу Флора острова Нортбрук (Земля Франца-Иосифа) к базе Джексона. Члены экспедиции разобрали постройки базы на дрова. Не пополнив припасов, 17 сентября экспедиция, тем не менее, отправилась дальше, но уже 19 сентября остановилась на вторую зимовку в бухте острова Гукера (Земля Франца-Иосифа). Во время зимовки судно не испытало сжатия льдов, и бухту назвали Тихая.
Для второй зимовки не хватало топлива и продовольствия, сказывался неверно сформированный рацион питания экспедиции. Болезни среди экипажа усилились. Начиная с января, Седов почти не выходил из своей каюты. Внутренние помещения судна почти не отапливались и покрылись льдом. Визе записал:

Главная наша пища — каша да каша. Самое неподходящее питание для полярных стран.
Цинги избежали лишь семеро, употреблявших в пищу добытое охотой моржовое и даже собачье мясо, пивших горячую медвежью кровь. Большинство, в том числе и Седов, от подобной пищи отказывались.

### Поход на полюс
2 февраля 1914 года больной Седов вместе с матросами Г. И. Линником и А. И. Пустошным на трёх собачьих упряжках (имея всего 20 собак) вышли из бухты Тихой к полюсу. Визе, Пинегин и Павлов проводили группу Седова до мыса Маркхема.
По ходу движения прогрессировала болезнь Георгия Яковлевича, через неделю он не смог идти и приказал привязать себя к нартам, но продолжать поход. 20 февраля 1914 года, на восемнадцатый день похода, Георгий Яковлевич скончался среди льдов возле острова Рудольфа. Его спутники похоронили тело на острове Рудольфа — обернули в два парусиновых мешка, сделали крест из лыж и положили в могилу флаг, который Седов намеревался установить на Северном полюсе. Затем они направились в обратный путь. Одна из собак — Фрам — осталась у могилы. Линник с Пустошным не смогли её поймать и оставили небольшой запас еды, в надежде, что пёс их догонит, но Фрам не вернулся.

### Альтернативная версия смерти и погребения Г. Я. Седова
Геннадий Попов, заведующий музеем истории Арктического Морского Института им. В. И. Воронина, в 2010 году предложил альтернативную версию захоронения тела Георгия Седова, ссылаясь на слова Ксении Петровны Гемп, якобы сказанные ей в возрасте около 90 лет в конце 80-х годов XX века на частной встрече, отец которой, Пётр Герардович Минейко, был знаком с Седовым и оказывал посильную помощь при подготовке последней экспедиции.
Суть версии: вскоре после возвращения шхуны «Святой великомученик Фока» в Архангельск в их квартиру пришли матросы Г. Линник и А. Пустошный, сопровождавшие Г. Я. Седова. Линник и Пустошный рассказали, что они вынуждены были пойти на крайнюю меру — расчленив тело покойного начальника экспедиции, они стали скармливать его собакам, которые смогли дотащить траурную упряжку до мыса Аук острова Рудольфа. Чтобы в дальнейшем как-то оправдаться перед людьми за содеянное, матросы соорудили подобие захоронения из собранных камней, но часть их разбросали поблизости — в надежде на то, что всё это в дальнейшем даст повод тем, кто обнаружит место «захоронения» Г. Я. Седова, свалить всю вину на белых медведей.
Правдоподобность этой версии представляется весьма сомнительной[кому?], так как именно в это время, по прибытии экипажа в Архангельск, властями проводилось расследование и проверялась версия о том, что Линник и Пустошный убили Г. Я. Седова либо бросили его во льдах. Матросы свою вину полностью отрицали и по результатам проверки были полностью оправданы. И вот в разгар этого расследования двое подозреваемых рассказывают малознакомым людям (простые матросы — в дворянской семье!) о том как они скормили собакам тело офицера, дворянина и российских орденов кавалера. При том, что даже надругательство над телом усопшего считалось в Российской Империи преступным деянием. Представить себе правдоподобность такого события очень трудно. Кроме того свидетельство третьего лица якобы со слов уже покойного свидетеля всегда вызывает сомнение.

### Возвращение экспедиции
1 марта 1914 года от цинги умер первый механик Я. Зандерс. Похоронен на берегу бухты Тихой.
6 марта 1914 года Линник и Пустошный, едва не заблудившись, с трудом вернулись на своё судно.
На обратном пути, 20 июля 1914 года, экипаж «Фоки» на старой базе Джексона на мысе Флора (остров Нортбрук, Земля Франца-Иосифа) случайно обнаружил и спас двух единственных выживших членов экспедиции Г. Л. Брусилова: штурмана В. И. Альбанова и матроса А. Э. Конрада.
На пути на юг «Фока» испытывал жестокую нехватку топлива для паровой машины. Экипажу пришлось порубить на дрова мебель, палубные надстройки и даже переборки судна. Судно добралось до рыбацкого становища Рында на Мурмане 15 августа 1914 года в полуразрушенном состоянии. Дальнейший путь в Архангельск члены экспедиции проделали на рейсовом пассажирском пароходе «Император Николай II» — за счёт капитана парохода, поскольку ни у кого из полярников не было денег. По возвращении в Архангельск матросы Линник и Пустошный подозревались в убийстве Седова, но после расследования их отпустили.
23 августа 1914 года в Спасо-Преображенском всей гвардии соборе была отслужена панихида по скончавшемуся Г. Я. Седову, на которой присутствовали в числе собравшихся его вдова В. В. Седова и генерал-лейтенант Ф. К. Дриженко.

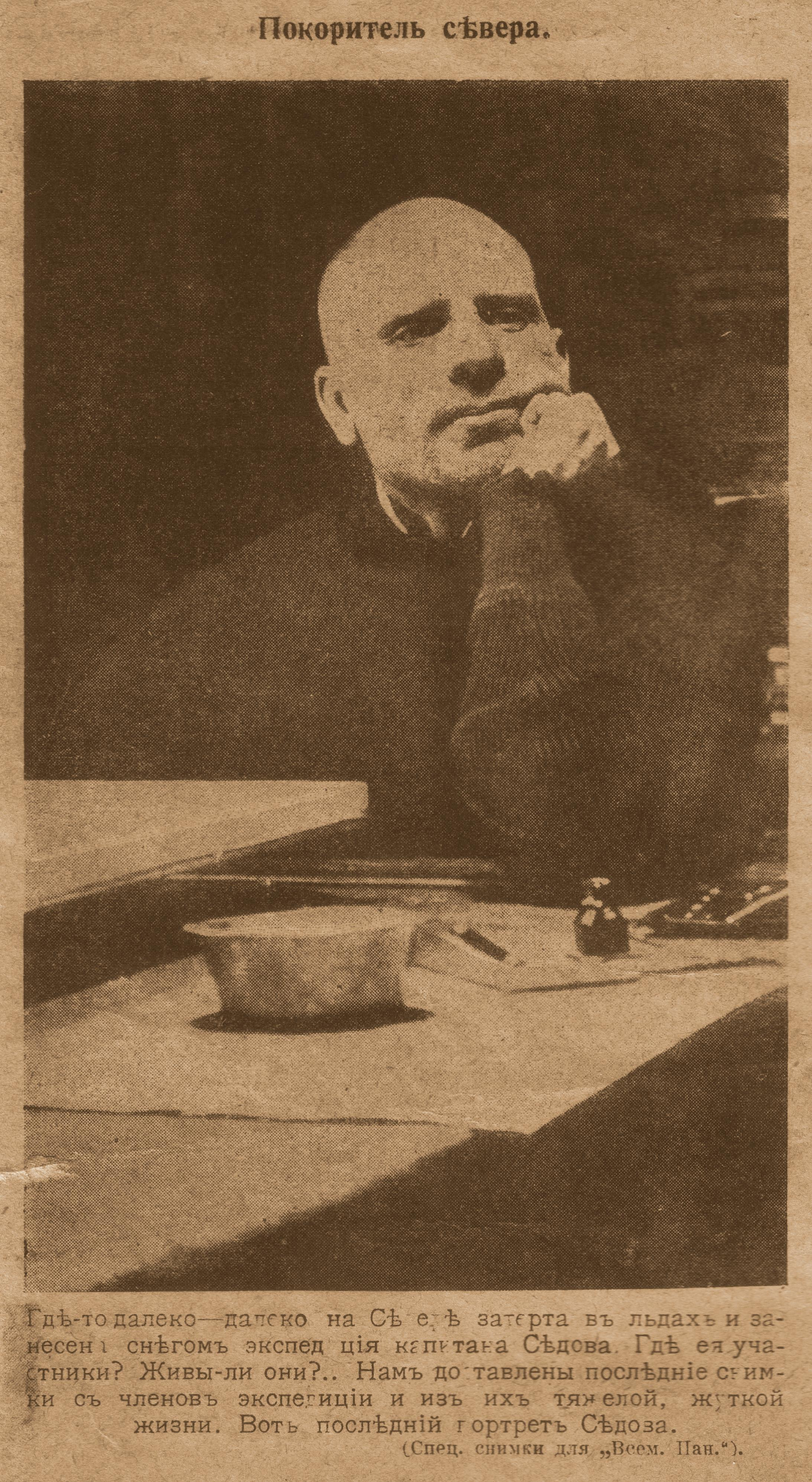
Георгий Седов
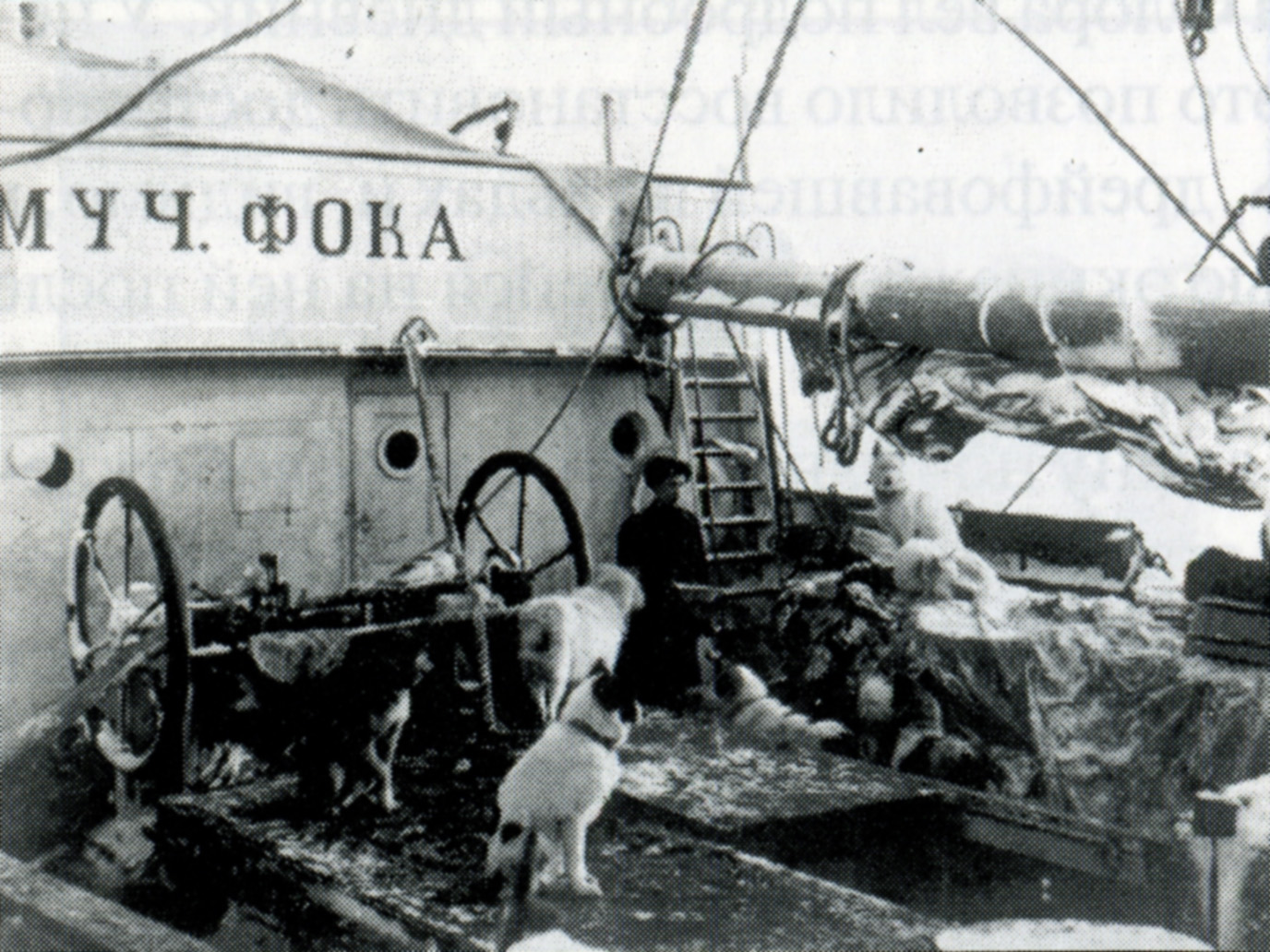
На судне «Святой Фока».
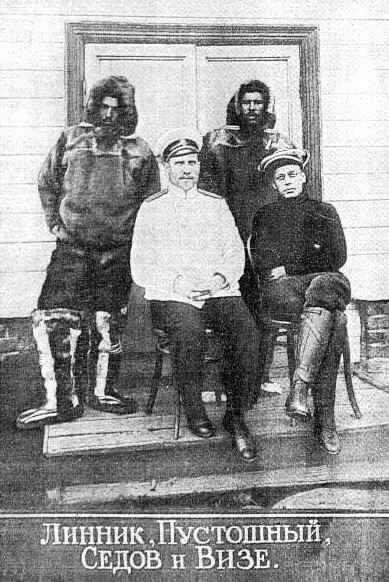
Линник, Пустошный, Седов и Визе
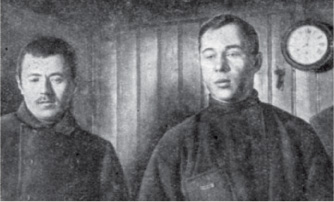
Матросы Александр Пустошный и Григорий Линник
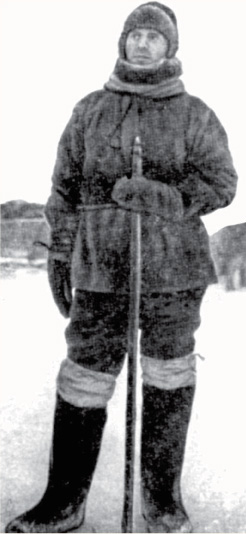
Последняя фотография Седова. 1914 год.

## Поиск экспедиции Седова

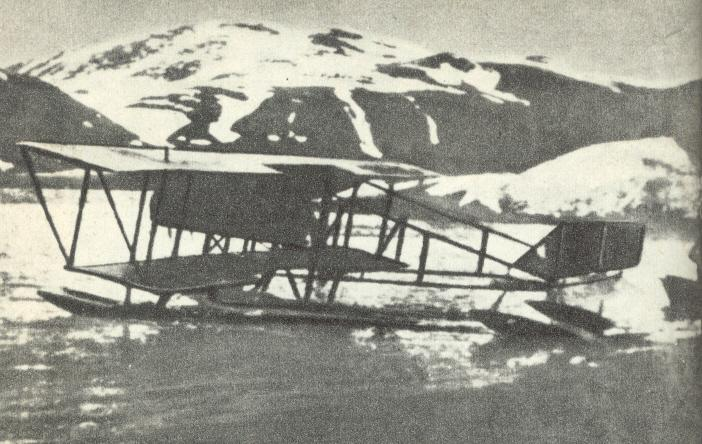
Гидросамолёт Нагурского Farman MF.11 в бухте Крестовая губа на Новой Земле.

К 1914 году сразу три русские арктические экспедиции: Г. Я. Седова, Г. Л. Брусилова и В. А. Русанова считались пропавшими без вести. 18 января 1914 года Совет министров дал указание морскому министерству предпринять их поиски. Главным гидрографическим управлением были организованы несколько поисковых экспедиций.
В западной спасательной экспедиции под руководством капитана 1-го ранга Исхака Ислямова участвовали четыре судна: барк «Эклипс», пароход «Печора», паровые шхуны «Герта» и «Андромеда». «Эклипс» под командованием Свердрупа должен был пройти на восток Северо-Восточным проходом, а остальные суда — осмотреть район Новой Земли и Земли Франца-Иосифа.
«Андромеда» под командованием Г. И. Поспелова исследовала место первой зимовки «Святого Фоки», которое было известно из отчёта Н. П. Захарова, но обнаружила там лишь каирн с запиской Седова от 22 августа 1913 года о намерении продолжать движение на север.
Для поисков экспедиции Седова впервые в мировой истории использовалась полярная авиация: лётчик Ян Нагурский на гидросамолёте «Фарман МФ-11» исследовал с воздуха льды и побережье Новой Земли на протяжении около 1060 км.
«Герта» под командованием Ислямова на своём пути к острову Нортбрук разминулась с возвращавшимся в это же время в Архангельск «Святым Фокой», но обнаружила записку, оставленную на базе Джексона. Ислямов объявил о принадлежности Земли Франца-Иосифа России.
«Эклипсу», в свою очередь, потребовалась помощь во время зимовки 1914—1915 годов у северо-западного побережья полуострова Таймыр. Эвакуацию части моряков с «Эклипса» произвела сухопутная экспедиция на оленях под руководством Н. А. Бегичева.
Освободившись от льдов, «Эклипс» достиг острова Уединения и осенью 1915 года поднял на нём российский флаг.

## Память

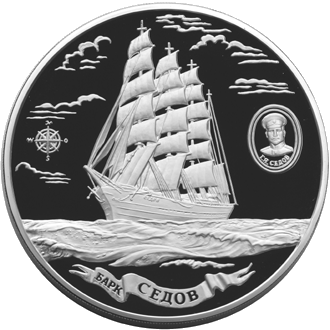
Портрет Седова на памятной монете России, посвящённой барку «Седов» Дата выпуска: 22.02.2001, каталожный номер: 5117-0018. Схожую монету также выпустили Острова Кука

### Названы в честь Седова
- Посёлок Седово.
- Архипелаг Седова, группа островов в западной части архипелага Северная Земля в Карском море.
- Пик Седова высотой в 1114 метров находится у пролива Маточкин Шар, разделяющего Южный и Северный острова архипелага.
- Набережная Г. Я. Седова в Архангельске.
- Улицы в различных городах бывшего СССР.
- Гидрографический ледокол «Георгий Седов», ледокольный пароход «Георгий Седов», барк «Седов» и речной пассажирский теплоход проекта 860.
- 22 апреля 1940 года пароход «Возрождение» переименован в «Георгий Седов»[44].
- Ростовское-на-Дону ордена «Знак Почёта» Мореходное училище.
- Ледник и мыс на острове Гукера (архипелаг Земля Франца-Иосифа).
- Остров в Баренцевом море[45].
- Мыс в Антарктиде[45], два залива и пик на Новой Земле[45].
- Минерал седовит[кат.][46].
- Самолёт авиакомпании Аэрофлот, бортовой номер VP-BKX.
- 17 февраля 1984 года в честь Г. Я. Седова назван астероид 2785 Sedov, открытый в 1978 году астрономом Н. С. Черных.

В средней общеобразовательной школе № 336 (г. Санкт-Петербург, ул. Седова, 66) расположен музей Арктики. Началом музея принято считать школьную выставку, открытую в 1969 году и посвящённую экспедиции Г. Я. Седова. На фасаде школьного здания висит памятная доска, установленная в честь Седова.

### В художественной литературе
В 1937 году Николай Заболоцкий написал стихотворение «Седов», которое вошло в цикл стихотворений о подвиге исследования и созидания, созданный поэтом в 1930—1940 годах.

Он умирал, сжимая компас верный.

Природа мёртвая, закованная льдом,

Лежала вкруг него, и солнца лик пещерный

Через туман просвечивал с трудом.— Н. Заболоцкий. Седов
В 1939 году молодым драматургом Николаем Подорольским была написана пьеса «Седов».
В 1969 году Эдуард Асадов написал стихотворение «Ледяная баллада» о экспедиции Георгия Седова и верности его собаки Фрама.

Снова медведем ревёт пурга,

Пища — худое подобье рыбы.

Седов бы любого сломил врага:

И холод, и голод. Но вот цинга…

И ноги, распухшие, точно глыбы…— Э. Асадов. Ледяная баллада
Седов — один из прототипов Ивана Львовича Татаринова в романе «Два капитана» Вениамина Каверина. Образ Татаринова собирательный, и другими прототипами были также Роберт Скотт, Георгий Брусилов и Владимир Русанов.
С Георгием Седовым у персонажа похожи внешность, характер и взгляды. Совпадает также часть биографии: детство в Приазовье, начало морской карьеры и факты плавания «Святого Фоки», выпуск брошюры «Женщина на море». Во время работы над романом Вениамин Каверин консультировался у Николая Пинегина по вопросам географии и узнал от него много сведений из биографии Седова, которые и вошли в роман.

Кстати сказать, Николай Антоныч не только со мной разговаривал о своём двоюродном брате. Это была его любимая тема. Он утверждал, что всю жизнь заботился о нём, начиная с детских лет, в Геническе, на берегу Азовского моря. Двоюродный брат был из бедной рыбачьей семьи и, если бы не Николай Антоныч, так и остался бы рыбаком, как его отец, дед и все предки до седьмого колена. Николай Антоныч, «заметив в мальчике недюжинные способности и пристрастие к чтению», перетащил его из Геническа в Ростов-на-Дону и стал хлопотать, чтобы брата приняли в мореходные классы. Зимой он выплачивал ему «ежемесячное пособие», а летом устраивал матросом на суда, ходившие между Батумом и Новороссийском. При его непосредственном участии брат поступил охотником на флот и сдал экзамен на морского прапорщика. С большим трудом Николай Антоныч выхлопотал для него разрешение держать за курс морского училища, а потом помог деньгами, когда по окончании училища брату нужно было заказать себе новую форму.— В. Каверин. Два капитана

С непостижимым чувством я рассказывал о нём! Как будто не он, а я был этот мальчик, родившийся в бедной рыбачьей семье на берегу Азовского моря. Как будто не он, а я в юности ходил матросом на нефтеналивных судах между Батумом и Новороссийском. Как будто не он, а я выдержал экзамен на «морского прапорщика» и потом служил в Гидрографическом управлении, с гордым равнодушием перенося высокомерное непризнание офицерства. Как будто не он, а я делал заметки на полях нансеновских книг и гениальная мысль: «Лёд сам решит задачу» была записана моей рукой. Как будто его история окончилась не поражением и безвестной смертью, а победой и счастьем. И друзья, и враги, и любовь повторились снова, но жизнь стала иной, и победили не враги, а друзья и любовь.— В. Каверин. Два капитана
В описании экспедиции капитана Татаринова использованы факты из экспедиции Георгия Седова: поставка негодных собак и припасов, снятие судовладельцем команды перед отплытием, невозможность найти радиста при радиотелеграфе, добытом с трудом, обнаружение пропилов в обшивке судна. Цитируется доклад Седова гидрографическому управлению. В то же время в романе есть упоминание реальной экспедиции Седова — она подобрала штурмана из экспедиции Татаринова.

### В фольклоре полярников
В 1936 году советские полярники Э. Кренкель и К. Мехреньгин зимовали на полярной станции на острове Домашнем (архипелаг Северная Земля). Из-за нехватки продовольствия и отсутствия своевременной смены оба участника зимовки заболели цингой в тяжёлой форме. Чтобы описать серьёзность положения, Кренкель отправил руководству Главсевморпути радиограмму с текстом «Привет от Зандера».

### Художественный фильм
Съёмочная группа
Режиссёр: Борис Григорьев; автор сценария: Семён Нагорный; оператор: Константин Арутюнов; художник-постановщик: Игорь Бахметьев; композитор: Георгий Дмитриев; звукорежиссёр: Дмитрий Белевич; монтаж: М. Храбак.
В ролях
Игорь Ледогоров — Георгий Седов; Наталья Величко — Вера; Валерий Гатаев — Линник; Всеволод Кузнецов — Кушаков; Александр Степанов — Пустошный; Андрей Вертоградов — Визе; Лев Дуров — кок; Владимир Емельянов — Петров-Гималайский; Сергей Плотников — хозяин судна; Владимир Грамматиков — Пинегин; Юрий Сорокин.
В 1974 году на киностудии имени Горького вышел художественный историко-биографический фильм «Георгий Седов». Действие фильма происходит в 1912—1914 годах во время подготовки и проведения полярной экспедиции. Съёмки фильма проходили в Архангельске. В качестве «Святого Фоки» была использована шхуна «Запад».
Сценарий фильма был написан Семёном Григорьевичем Нагорным на основе его книги «Седов», которая выходила в серии «Жизнь замечательных людей» в 1939 году.
Режиссёр фильма Борис Алексеевич Григорьев и исполнитель роли главного героя Игорь Вадимович Ледогоров по-разному воспринимали образ Седова:

Седов был для меня героической фигурой. Жизнь его заключала в себе тайну. Понять эту личность до конца трудно. Одно ясно: Седов всю жизнь боролся с людьми, которые выступали с позиций голого практицизма… Седов — человек убеждённости и веры в предначертание своего пути… В Седове Ледогоров обнаружил фигуру трагическую. Он не только не достиг своей цели. Он заранее предчувствовал, что не сможет дойти до Северного полюса, — лишь проложит след, и другим будет легче идти за ним.— Б. Григорьев

### Музей Седова
В 1990 году в посёлке Седово был открыт музей Г. Я. Седова, в котором представлены материалы о подготовке и проведении экспедиции к Северному полюсу под руководством Седова в 1912—1914 годах, а также об экспедициях Г. Я. Седова на Колыму в 1909 году и Каспий в 1911 году.
В музее хранятся оригинальные экспонаты со «Святого Фоки» — части обшивки корабля, совковая лопата, найденная на месте гибели Г. Я. Седова на острове Рудольфа, части фотоаппарата и бритва, принадлежавшие участнику экспедиции художнику Н. В. Пинегину, а также копии счетов на добровольные пожертвования от граждан для покупки еды и собак, фотографии, карта полярной экспедиции.

### Скульптуры и памятные знаки

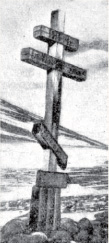
Крест, установленный Седовым на Новой Земле в бухте Тихой

Памятная табличка в Ростове-на-Дону

Сохранились астрономические знаки экспедиции Седова, которые во время зимовки 1912—1913 годов были установлены на мысе Обсерваторий (полуостров Панкратьева), мысе Желания (с надписью «Л-ть Съдовъ 1913 г. 20 апреля Е…»), на берегу залива Седова и представляют собой деревянные кресты с перекладиной.
В 1929 году экспедиция Отто Юльевича Шмидта поставила на острове Рудольфа памятную доску с надписью «Место, где погиб Г. Я. Седов, погибший во время похода на Северный полюс». На месте предполагаемого захоронения Г. Я. Седова экипаж дизель-электрохода «Обь» (капитан П. Г. Мирошниченко) установил столб, укреплённый камнями, на котором в верхней части написано «Седов», а ниже по окружности идёт надпись «Экспедиция на „Седове“». На мысе Бророк (юго-запад острова Рудольфа) на толстом деревянном брусе закреплена памятная доска с надписью: «Expedition Leut. Sedov 1912—1914 гг.». В 1934 году советская гидрографическая экспедиция на ледоколе «Малыгин» установила на острове Рудольфа знак в память об экспедиции Г. Я. Седова, который представляет собой деревянный стол с жестяной табличкой.
В 1938 году зимовщики полярной станции на острове Рудольфа нашли на мысе Аук флагшток и флаг, которые Георгий Яковлевич мечтал установить на Северном полюсе. На медном кольце древка была надпись латиницей «Sedov Pol. Exped. 1914». Это древко в 1977 году было установлено на Северном полюсе участниками похода атомного ледокола «Арктика».

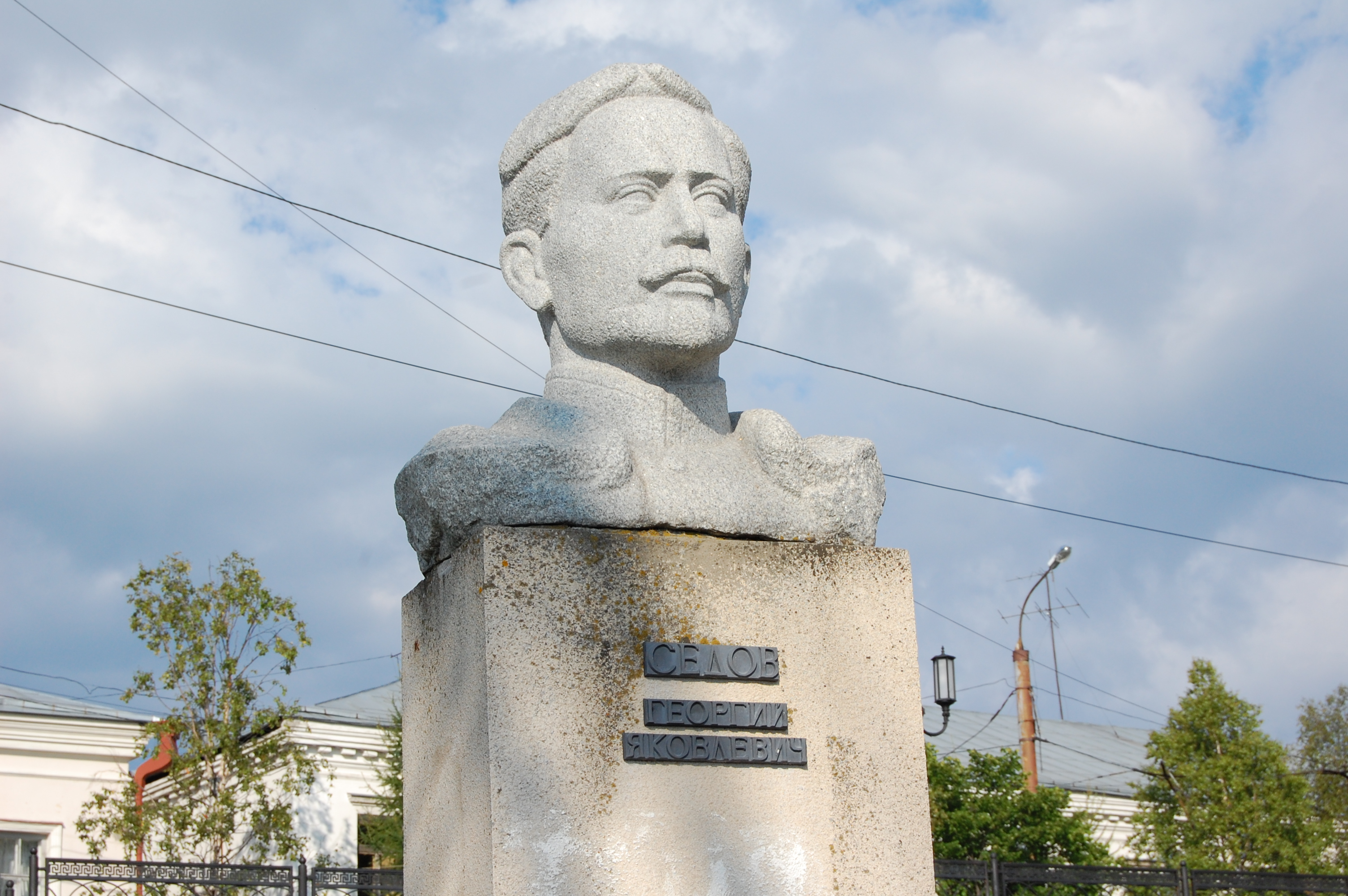
Бюст Г. Я. Седова в Государственном Северном морском музее в Архангельске

В 1955 году заслуженный художник России Валентин Андреевич Михалёв выполнил в белом мраморе портрет Георгия Яковлевича Седова. В портрете воплощена идея противостояния арктической природы и мужества и воли человека. Газета «Советская культура» писала об этой скульптуре:

Прекрасный портрет Георгия Седова создал скульптор В. Михалёв. Это большое, настоящее искусство. От портрета веет романтикой северных походов, как будто слышишь шум льдов и плеск холодных северных вод… Это живой, борющийся человек, с горячим и твёрдым сердцем, непокорный, волевой, настойчивый, великий путешественник и романтик.— «Советская культура»
Михалёв посвятил Седову также обобщённый аллегорический образ-символ «Реквием».
В 1977 году на скалистом островке около мыса Столбовой был установлен памятный знак в честь гидрографической экспедиции Г. Я. Седова, который представляет собой металлическое сооружение высотой около трёх метров.
Седову установлены памятники в Москве, Ростове-на-Дону и Седово. Памятник в Ростове-на-Дону находится между Ворошиловским проспектом и переулком Чехова и представляет собой бронзовый бюст на высоком постаменте из белого мрамора. Автор памятника — скульптор Николай Ваганович Аведиков. Седов изображён во время полярной экспедиции, из овального башлыка выглядывает угловатое изнурённое лицо со строгими глазами, излучающими веру в своё дело.

### В филателии
Сохранились почтовые конверты Комитета для снаряжения экспедиций к Северному полюсу и по исследованию русских полярных стран, который в 1912 году собирал средства на снаряжение экспедиции.
Почтой СССР были выпущены почтовые марки, посвящённые 75- и 100-летию Георгия Седова. Марка в честь 75-летия была выпущена 4 июля 1952 года. Художник: Д. Клюев. На марке изображён портрет Седова в форме морского офицера на фоне арктического пейзажа.
Марка в честь 100-летия была выпущена 25 января 1977 года. Художник: П. Бендель. 3 мая 1977 года в честь столетия Седова производилось также специальное гашение в Архангельске и Седово.
Почтой СССР и Украины выпускались художественные маркированные конверты в честь Седова. 20 января 1977 года вышел почтовый конверт, посвящённый столетию со дня рождения Седова. Художник: П. Бендель. В 1997 году, в год 120-летия Седова был выпущен конверт работы художника Г. Заднепряного.
5 мая 2002 года Новоазовский узел связи провёл в Седово ещё одно специальное гашение, которое было посвящено 125-летию со дня рождения Седова.

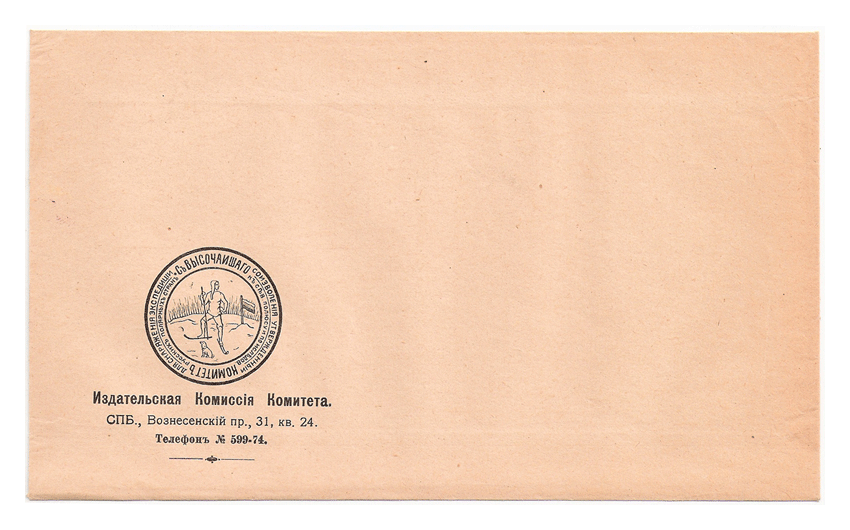
Конверт «Седовского Комитета». 1912 год.
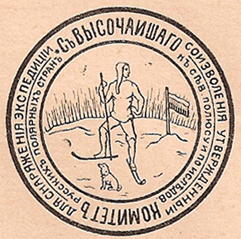
Фрагмент конверта «Седовского Комитета». 1912 год.
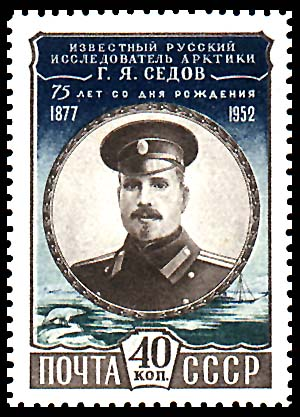
Георгий Седов на почтовой марке СССР 1952 года.  (ЦФА [АО «Марка»] #1686; Mi #1634)
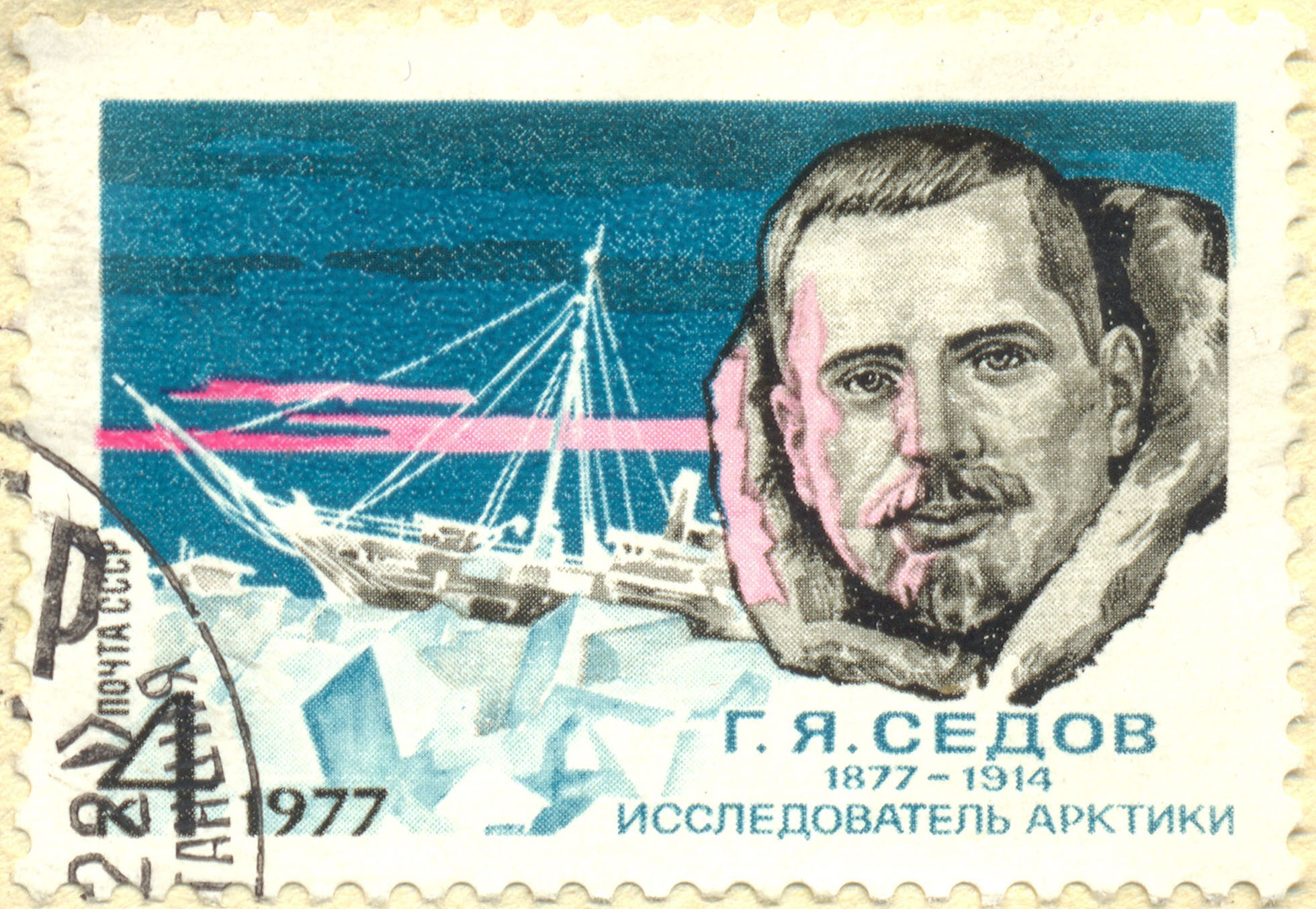
Георгий Седов на почтовой марке СССР 1977 года.  (ЦФА [АО «Марка»] #4675; Mi #4571)
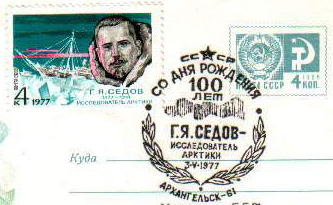
Специальное гашение в честь 100-летия со дня рождения Седова. Архангельск. 1977 год.
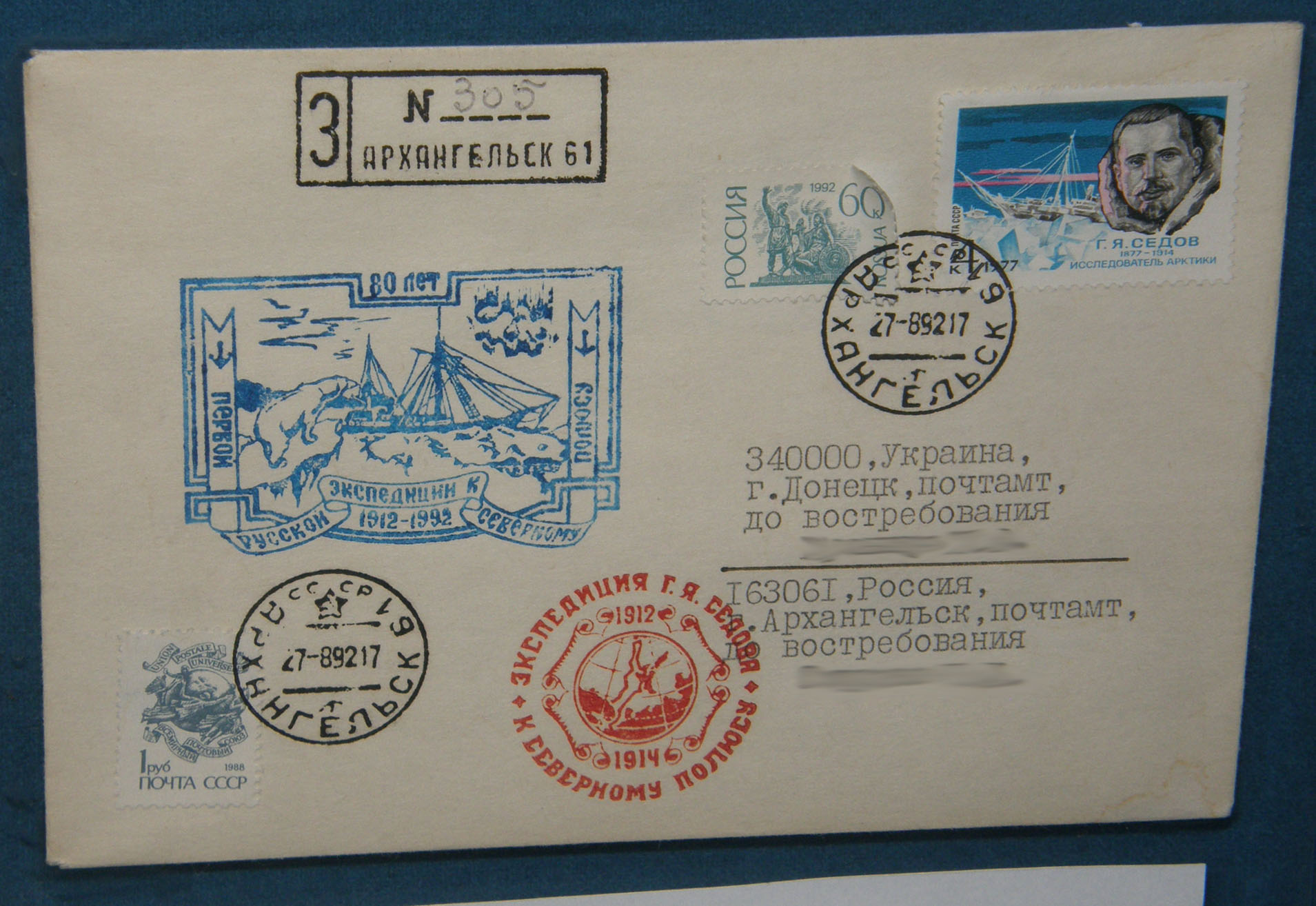
Конверт «80 лет первой русской экспедиции к Северному полюсу» со специальным гашением «Экспедиция Г. Я. Седова к Северному полюсу»
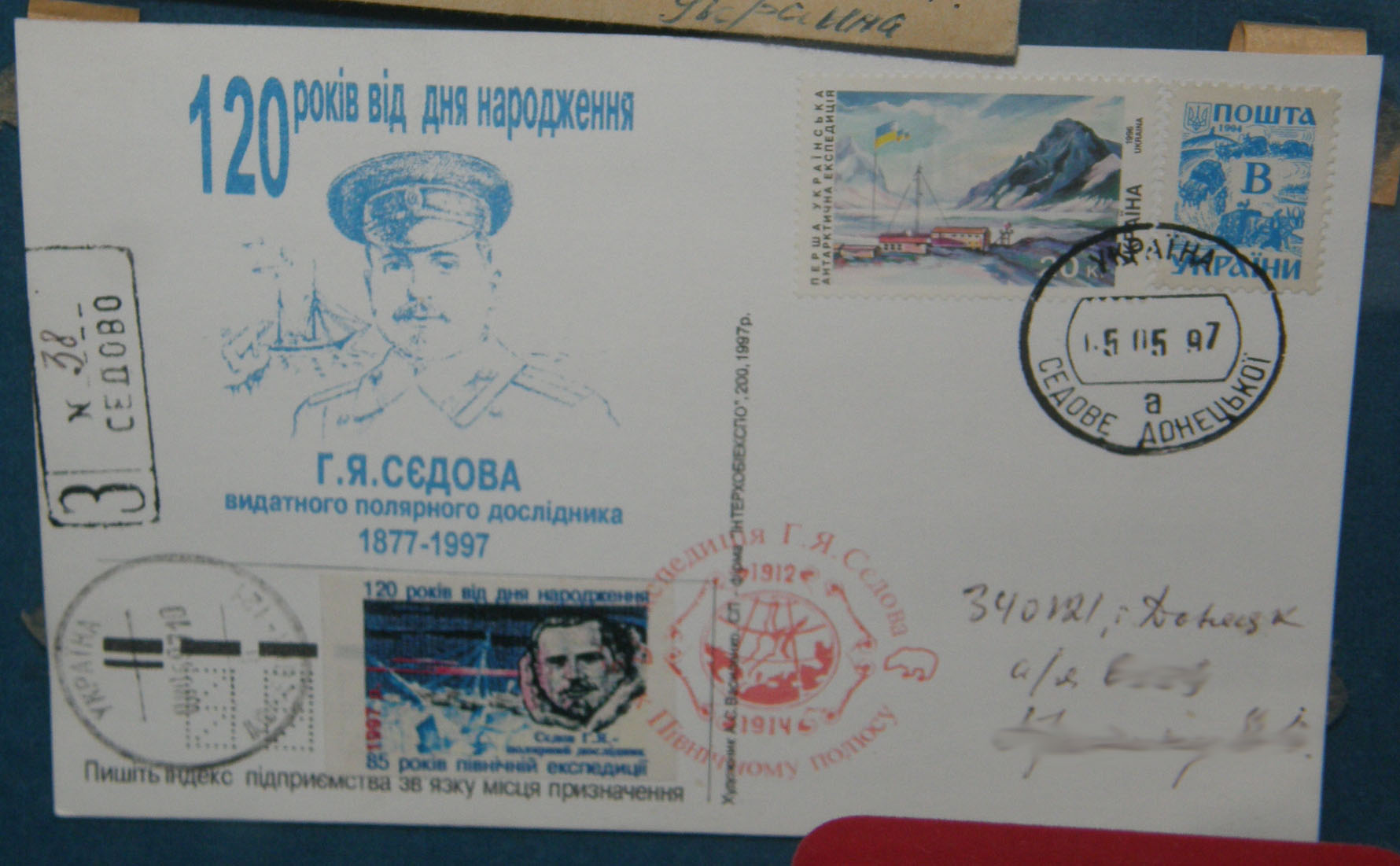
Почтовый конверт в честь 120-летия с дня рождения Седова
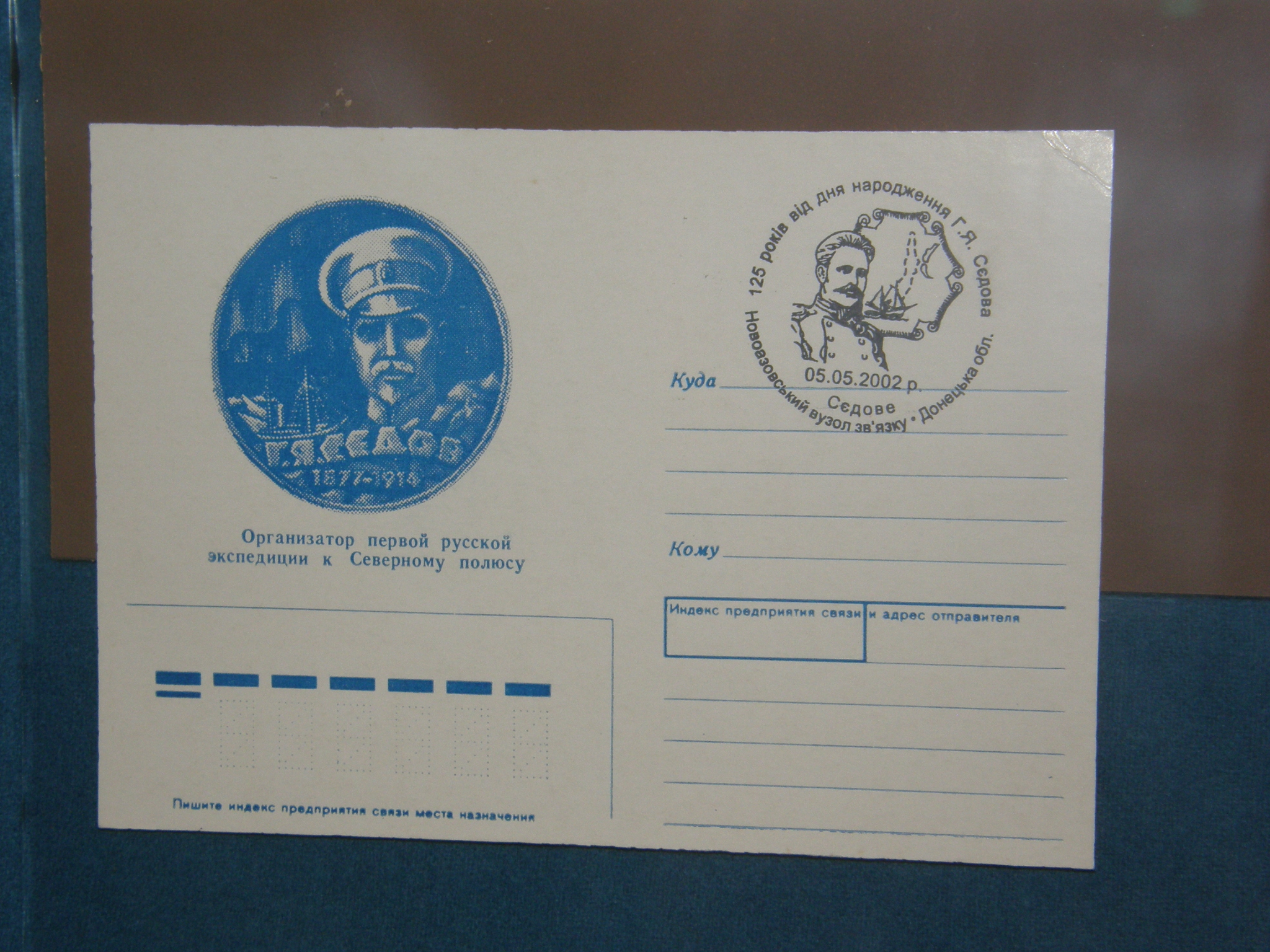
Односторонняя почтовая карточка со специальным гашением в честь 125-летия Седова
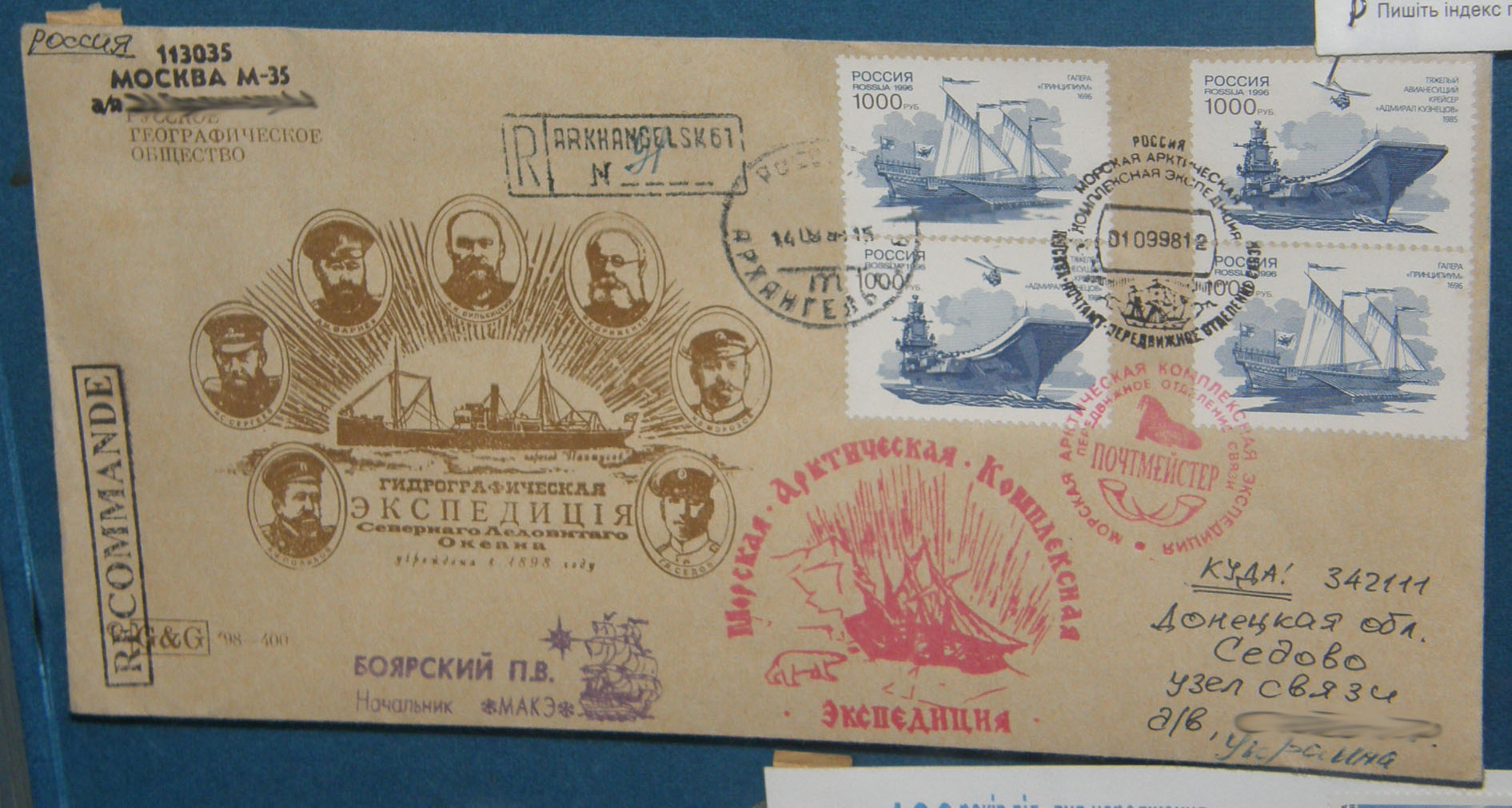
Портрет Седова изображён на почтовом конверте «Гидрографическая экспедиция Северного Ледовитого океана»
Почтовый конверт научно-исследовательской дрейфующей станции «Северный Полюс — 22»
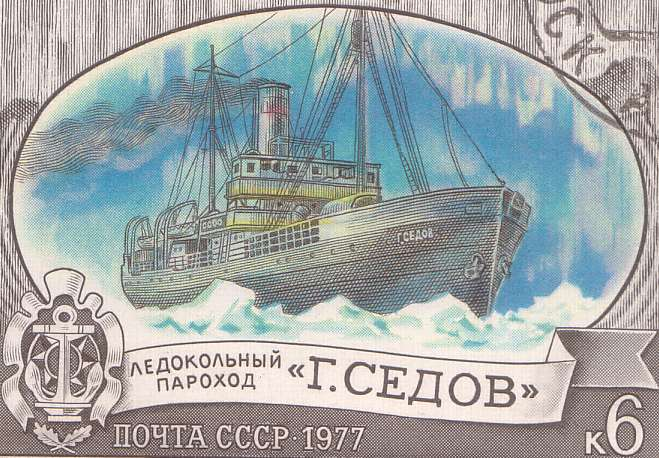
Ледокольный пароход «Г. Седов»
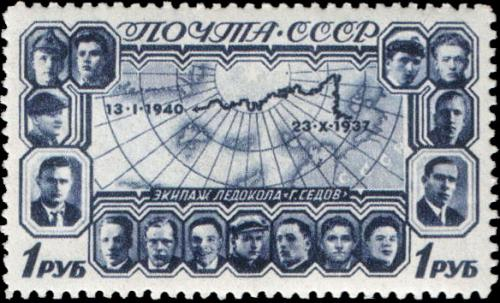
Экипажа ледокола «Г. Седов»
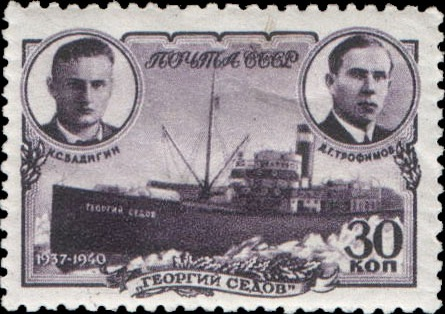
«Георгий Седов»

### Публикации Седова
- Седов Г. Я. Путешествие на Колыму в 1909 г. // Записки по гидрографии. — Пг., 1917. — Т. XLI, Вып. 2—3.
- Седов Г. Я. Путешествие в Колыму и на «Новую Землю» в 1909—10 гг. — Пг., 1917.
- Седов Г. Я. Экспедиция по исследованию губы Крестовой на Новой Земле в 1910 г. // Записки по гидрографии. — 1919. — Т. XLIII.
- Седов Г. Я. Как я открою Северный полюс // Синий журнал. — 1912. — № 13. — С. 6—7.
- Нагорный С. Г. Дневник Георгия Яковлевича Седова, веденный им с 2 (15) февраля по 16 февраля (1 марта) 1914 года / Седов Г. Я. // Седов. — М. : Молодая Гвардия, 1939. — 232 с. — (Жизнь замечательных людей).

### Публикации о Седове
- Альтер М. С. Шаги к мечте: Очерк о нашем земляке-первопроходце Арктики Г. Я. Седове. — Донецк: Шилтон, 2007. — 32 с.
- Визе В. Ю. Георгий Яковлевич Седов // Русские мореплаватели. — М.: Изд-во Министерства обороны СССР, 1953.
- Винокуров И. Г. Пешком на полюс. — М.: Детская литература, 1989. — 96 с. — 100 000 экз. — ISBN 5-08-000945-4.
- Воронцов В. Экспедиция Георгия Седова // Морской флот. — 2009. — № 3.
- Зубов H. H. Отечественные мореплаватели — исследователи морей и океанов. — М., 1954.
- Седов Георгий Яковлевич / В. П. Коробейников, А. Г. Куликовский // Сафлор — Соан. — М. : Советская энциклопедия, 1976. — С. 168. — (Большая советская энциклопедия : [в 30 т.] / гл. ред.  А. М. Прохоров ; 1969—1978, т. 23).
- Кушаков П. Г. Два года во льдах на пути к Северному полюсу с экспедицией Г. Я. Седова. — Петроград: 10-я Гос. тип., 1920. — 247 с.
- Лыкошин Б. А. Георгий Седов. — Ростов-н/Д: Ростовское кн. изд-во, 1977. — 80 с. — 20 000 экз.
- Нагорный С. Г. Седов. — М.: Молодая Гвардия, 1939. — 232 с. — (Жизнь замечательных людей).
- Пинегин Н. В. В ледяных просторах. — М.: Государственное издательство, 1924.
- Пинегин Н. В. В ледяных просторах. Экспедиция Г. Я. Седова к Северному полюсу (1912—1914). — М.: ОГИ, 2009. — 304 с. — ISBN 978-5-94282-526-3.
- Пинегин Н. В. Георгий Седов (1877—1914). — 2 изд. — М.; Л., 1953.
- Пинегин Н. В. Георгий Седов. — Изд-во Главсевморпути, 1953.
- Селезнёв С. А. Первая русская экспедиция к Северному полюсу. — Архангельск, 1964.
- Черняховский Ф. И. Георгий Яковлевич Седов. — Архангельск, 1956.